# Премия Сергея Курёхина
Премия Сергея Курёхина — ежегодная российская премия в области современного искусства, учреждённая в 2009 году Фондом и Центром имени Сергея Курёхина. Проходит в рамках фестиваля «Арт-Механика» и нацелена на поощрение и продвижение молодых художников, работающих в смешанных жанрах. По мнению ряда искусствоведов, является одной из трёх крупнейших в сфере актуального искусства в России.

## История и деятельность
Первую в Санкт-Петербурге премию в области современного искусства учредили в 2009 году при поддержке Комитета по культуре города. Организаторы из Фонда и Центра имени Сергея Курёхина изначально объявили, что конкурс станет ежегодным и приравнивали его по значимости к премии Кандинского и «Инновации». Конкурс был задуман как музыкальный, но в итоге его переориентировали на визуальные современные жанры, которые представляют бо́льшую часть номинаций. Бывшая жена Сергея Курёхина и инициатор проекта Анастасия Курёхина так описывает политику оргкомитета: 
Мы сами не заметили, как премия стала одной из важнейших в стране. Создавалась она волевым решением, без больших денег. Восемнадцать лет назад, когда Сергея не стало, мне пришла в голову идея подобного регулярного события. Думали, будет музыкальная премия, но потом решили вручать ее за современное искусство, потому что Сергей объединял в своих проектах все.
Целью конкурса стал поиск и поощрение современных художников и музыкантов, работающих в смешанных жанрах и разделяющих принципы музыкального коллектива «Поп-механика». Среди них: ориентация на синтез, перформанс и импровизацию, а также создание новых мультимедийных жанров. Кроме того, организаторы стремятся интегрировать творчество молодых российских художников в мировое искусство посредством привлечения зарубежных экспертов и сотрудничества с культурной организацией «Французский институт», обеспечивающей победителю отдельной номинации трёхмесячную стажировку в Париже. С целью популяризации творчества номинантов по завершении отборочного этапа организаторы проводят специализированные выставки и подготавливают каталоги.
В конкурсе могут участвовать художники и музыканты, творческие объединения, музеи и галереи, а также периодические издания и писатели. Главными критериями выбора победителей является новизна, экспериментальность и мастерство исполнения. Победитель Гран-при «Поп-механика» получает финансовое поощрение в размере 250 тысяч рублей, лауреаты в остальных номинациях — 100 тысяч рублей.
Традиционно церемония вручения представляет собой постановочный перформанс, в котором в разное время участвовали композитор Алексей Айги, актёр Леонид Лейкин, пианист Владимир Ашкенази, музыкант Сергей Шнуров, театральный режиссёр Виктор Крамер. По состоянию на 2019-й попечительский совет и жюри премии состоит из видных общественных и культурных деятелей:
- историк Михаил Пиотровский
- искусствовед Владимир Гусев
- художник Василий Церетели
- меценат Владимир Смирнов
- искусствовед Николас Ильин
- коллекционер Альберто Сандретти
- предприниматель Александр Полесицкий
- историк Семён Михайловский
- искусствовед Александр Боровский
- искусствовед Ольга Шишко
- график Анатолий Белкин
- предприниматель Екатерина Винникова
- искусствовед Анна Гор
- критик Александр Кан
- искусствовед Алиса Прудникова
- искусствовед Евгения Кикодзе
- культуролог Ален Элу
- арт-менеджер Борис Маннер
- эксперт Александр Рытов
- художник Виктория Илюшкина
- арт-критик Олеся Туркина

### Оценка современников
Экспериментальная направленность премии имени Сергея Курёхина вызывает противоречивые отзывы. Так, оргкомитет неоднократно менял формат церемонии награждения, что провоцировало общественную критику. В 2012 году художник Пётр Белый отмечал отсутствие понятной политики и скудность номинаций. Тем не менее со временем их количество увеличилось, и конкурс получил чёткое жанровое разделение. В дальнейшем журналисты и искусствоведы неоднократно подчёркивали значимость награды для художественного сообщества. В частности, руководитель отдела новейших течений Русского музея Александр Боровский относит награду к тройке самых важных премий подобного плана в России.

## Премия Сергея Курёхина — 2009
Церемония вручения первой премии состоялась в Центре современного искусства имени Курёхина в марте 2010 года. Мероприятие открыла инициатор проекта Анастасия Курёхина, а провёл музыкальный критик Артемий Троицкий. В представлении приняли участие музыкант Сергей Шнуров и группа «Рубль», актриса Марина Капуро, а также лауреаты конкурса и другие исполнители.
В 2009 году спецприз «За заслуги в развитии современного искусства» получил Олег Каравайчук, а спецприз SKIF — виолончелист Борис Райскин (посмертно).
Жюри
В состав жюри конкурса вошли: заведующий отделом новейших течений Русского музея Александр Боровский, галерист Марат Гельман, комиссар Московской биеннале Иосиф Бакштейн, исполнительный директор MMоMA Василий Церетели, директор «МедиаАртЛаб» Ольга Шишко, кинорежиссёр Евгений Юфит, ведущий сотрудник Русского музея Олеся Туркина, музыкальные критики Артемий Троицкий и Александр Кан, кинокритик Михаил Трофименков, музыкант Всеволод Гаккель, продюсеры Александр Чепарухин и Андрей Тропилло.
| Категории                                  | Лауреаты и номинанты                                                                                            | Лауреаты и номинанты |
| ------------------------------------------ | --- | -------------------- |
| Гран-при «Поп-механика» основная номинация | ДахаБраха |                      |
| Гран-при «Поп-механика» основная номинация | Сергей Хисматов; реконструкция «Симфонии гудков» Арсения Аврамова                                               |                      |
| Гран-при «Поп-механика» основная номинация | Андрей Бартенев, Екатерина Бочавар; «Белая радуга над столом. Мюзикл просроченных продуктов»                    |                      |
| Гран-при «Поп-механика» основная номинация | LIQUID THEATRE                                                                                                  |                      |
| Лучшее произведение визуального искусства  | Пётр Белый; инсталляция «Тишина»                                                                                |                      |
| Лучшее произведение визуального искусства  | Керим Рагимов; «Человеческий проект, портрет № 38 / Human project, portrait № 38»                               |                      |
| Лучшее произведение визуального искусства  | Вероника Рудьева-Рязанцева; видео-инсталляция «Без слов»                                                        |                      |
| Лучшее произведение визуального искусства  | Маша Ша; видео «Обыкновенная драма»                                                                             |                      |
| Лучший кураторский проект                  | Агата Иордан, Елена Олейникова; «Б. У. Кашкин fest»                                                             |                      |
| Лучший кураторский проект                  | Дмитрий Булатов, Ирина Актуганова, Дмитрий Пиликин, Олег Блябляс; выставка science art «НАУКА КАК ПРЕДЧУВСТВИЕ» |                      |
| Лучший кураторский проект                  | Анастасия Шавлохова; проект «Пространство тишины»                                                               |                      |
| Поэтический перформанс                     | Андрей Бартенев; перформанс «Wash your hands until you get holes»                                               |                      |
| Поэтический перформанс                     | Александр Медведев; медиа-перформанс «Слова на ветер»                                                           |                      |
| Поэтический перформанс                     | Поэтическая группа «Орбита»                                                                                     |                      |
| Поэтический перформанс                     | Александр Петтай, Владимир Смоляр; поэтический перформанс «Систематизация воды»                                 |                      |
| Электромеханика музыкальная номинация      | «Uniquetunes»                                                                                                   | «Uniquetunes»        |
| Этномеханика музыкальная номинация         | Саинхо Намчылак                                                                                                 | Саинхо Намчылак      |

## Премия Сергея Курёхина — 2010
Церемония вручения второй премии Сергея Курёхина состоялась в апреле 2011 года при участии вдовы художника Анастасии Курёхиной, председателя Комитета по культуре Санкт-Петербурга Антона Губанкова, телеведущего Александра Малича. На мероприятии представили этюд актёра Леонида Лейкина «Говорите и отдыхайте».
В марте 2010 года член попечительского совета Марат Гельман сообщил, что помимо жюри создадут номинационный совет премии. Кроме того, была заявлена новая номинация «Искусство в общественном пространстве». Лауреатам премии помимо денежных призов вручили статуэтки, разработанные лауреатом прошлогоднего конкурса художником Петром Белым.
Жюри
В состав жюри премии вошли: заведующий отделом новейших течений Русского музея Александр Боровский, галерист Марат Гельман, комиссар Московской биеннале Иосиф Бакштейн, исполнительный директор MMоMA Василий Церетели, директор «МедиаАртЛаб» Ольга Шишко, кинорежиссёр Евгений Юфит, ведущий научный сотрудник Русского музея Олеся Туркина, музыкальные критики Артемий Троицкий и Александр Кан, кинокритик Михаил Трофименков, музыкант Всеволод Гаккель, продюсеры Александр Чепарухин и Андрей Тропилло, учредитель проекта «Новый музей» Аслан Чехоев.
| Категории                                  | Лауреаты и номинанты                                                                                      |                   |
| ------------------------------------------ | --- | ----------------- |
| Гран-при «Поп-механика» основная номинация | Театро ди Капуа; «Медея. Эпизоды»                                                                         |                   |
| Гран-при «Поп-механика» основная номинация | Дуэт «Провмыза»; «Три струнных квартета для одного видео»                                                 |                   |
| Гран-при «Поп-механика» основная номинация | ПРО АРТЕ; мультимедийная опера «Синяя борода. Материалы дела»                                             |                   |
| Гран-при «Поп-механика» основная номинация | Анна Михайлова; проект «Метаморфозы»                                                                      |                   |
| Гран-при «Поп-механика» основная номинация | Группа Le Cirque de Sharles La Tannes; хип-хопера «Копы в огне»                                           |                   |
| Лучшее произведение визуального искусства  | Максим Свищев, Александр Белков; «Зал ожидания»                                                           |                   |
| Лучшее произведение визуального искусства  | Хаим Сокол; «Близорукость»                                                                                |                   |
| Лучшее произведение визуального искусства  | Провмыза; «Три сестры»                                                                                    |                   |
| Лучшее произведение визуального искусства  | Дмитрий Теселкин; «Конструктор»                                                                           |                   |
| Лучшее произведение визуального искусства  | Николай Копейкин; «Ночь на Ивана Купалу»                                                                  |                   |
| Лучшее произведение визуального искусства  | Инал Савченков; «Механический театр»                                                                      |                   |
| Поэтический перформанс                     | Наталья Першина-Якиманская (Глюкля); «Последний рубеж»                                                    |                   |
| Поэтический перформанс                     | АндрейСильвестров, Юрий Лейдерман; «Бирмингемский орнамент»                                               |                   |
| Поэтический перформанс                     | Игуан театр, Фабрика найденных Одежд; «Любовь в супермаркете»                                             |                   |
| Поэтический перформанс                     | Сергей Тетерин; «Водружение поэтофона в Пиотровском»                                                      |                   |
| Искусство в общественном пространстве      | Марина Алексеева, Борис Казаков; «Маршрутка»                                                              |                   |
| Искусство в общественном пространстве      | Паразит (Акционирующее большинство); «Акт» (специальный приз)                                             |                   |
| Искусство в общественном пространстве      | Губанова Елена, Говорков Иван; «Ваня, иди домой»                                                          |                   |
| Искусство в общественном пространстве      | Петрелли Александр; галерея «Пальто»                                                                      |                   |
| Искусство в общественном пространстве      | Арт-сообщество «33+1»; проект «Персонажи»                                                                 |                   |
| Искусство в общественном пространстве      | Группа PPROFESSORS; «RED PEOPLE»                                                                          |                   |
| Лучший кураторский проект                  | Бочавар Екатерина; «Gogol Fest»                                                                           |                   |
| Лучший кураторский проект                  | Анна Франц, Марина Колдобская, София Кудрявцева; «Киберфест»                                              |                   |
| Лучший кураторский проект                  | Карина Караева; выставочный проект «Новая серьёзность/Интересная вещь»                                    |                   |
| Лучший кураторский проект                  | Анна Буйвид; выставка «Соль» на II Московской международной Биеннале молодого искусства «Стой! Кто идёт?» |                   |
| Лучший кураторский проект                  | Марина Колдобская, Дашевский Александр; выставка «Ч. Б.»                                                  |                   |
| Лучший кураторский проект                  | Андрей Кудряшов Андрей, Юлия Цуркану; проект «Времена города. Онежский тракторный»                        |                   |
| Электромеханика музыкальная номинация      | «Ёлочные игрушки»                                                                                         | «Ёлочные игрушки» |
| Этномеханика музыкальная номинация         | «Гурзуф»                                                                                                  | «Гурзуф»          |

## Премия Сергея Курёхина — 2011
В январе 2012 года в Центре имени Сергея Курёхина стартовала выставка номинантов третьего конкурса, на которой представили 82 проекта. Через два месяца прошла церемония награждения, срежиссированная Виктором Крамером. В ней участвовали оркестр Таврической капеллы, группы «Гурзуф» и Illuminated Faces. По сложившейся традиции статуэтки для лауреатов изготовили победители прошлого года Марина Алексеева и Борис Казаков.
В этом году в номинации «Произведение визуального искусства» выделили две подкатегории: медиа и станковое искусство, также впервые была заявлена категория «Лучший текст о современной культуре». Спецприз Французского института получил художник Виталий Пушницкий за проект «Динамические структуры», а награду за вклад в развитие современного искусства — композитор Олег Каравайчук.
Жюри
В состав жюри премии вошли: заведующий отделом новейших течений Русского музея Александр Боровский, галерист Марат Гельман, комиссар Московской биеннале Иосиф Бакштейн, исполнительный директор MMоMA Василий Церетели, директор «МедиаАртЛаб» Ольга Шишко, кинорежиссёр Евгений Юфит, музыкальные критики Артемий Троицкий и Александр Кан, кинокритик Михаил Трофименков, музыкант Всеволод Гаккель, продюсеры Александр Чепарухин и Андрей Тропилло, учредитель «Нового музея» Аслан Чехоев и ведущий научный сотрудник Русского музея Олеся Туркина.
| Категории                                 | Лауреаты и номинанты                                                                     | Лауреаты и номинанты                                            |
| ----------------------------------------- | ---------------------------------------------------------------------------------------- | --------------------------------------------------------------- |
| Гран-при основная номинация               | Сергей Чернов; серия перформансов 2010—2011 годов                                        | Сергей Чернов; серия перформансов 2010—2011 годов               |
| Гран-при основная номинация               | Театр АХЕ; «Депо гениальных заблуждений»                                                 |                                                                 |
| Гран-при основная номинация               | Андрей Бартенев; перформанс «Три сестры. Первое действие»                                |                                                                 |
| Гран-при основная номинация               | Вероника Затула; «Диптих»                                                                |                                                                 |
| Гран-при основная номинация               | Константин Колесник; «Пробуждение элементов»                                             |                                                                 |
| Гран-при основная номинация               | Театр «Практика»; «Человек. Doc»                                                         |                                                                 |
| Гран-при основная номинация               | Кирилл Серебренников; «Арии»                                                             |                                                                 |
| Гран-при основная номинация               | Кети Чухров, Андрей Паршиков, Ксения Перетрухина; «Афган — Кузьминки»                    |                                                                 |
| Лучшее произведение визуального искусства | Евгений Юфит (по совокупности заслуг)                                                    | Евгений Юфит (по совокупности заслуг)                           |
| Лучшее произведение визуального искусства | Полина Афейчук; «Пластиковая живопись»                                                   |                                                                 |
| Лучшее произведение визуального искусства | Стас Багс; «Северсталь»                                                                  |                                                                 |
| Лучшее произведение визуального искусства | Владимир Григ; «Игра»                                                                    |                                                                 |
| Лучшее произведение визуального искусства | Ольга Житлина; «Россия — страна возможностей»                                            |                                                                 |
| Лучшее произведение визуального искусства | Вадим Комиссаров; «Фундамент»                                                            |                                                                 |
| Лучшее произведение визуального искусства | Энвиль Касимов; «Личные письма»                                                          |                                                                 |
| Лучшее произведение визуального искусства | Владимир Козин; «Вечные ценности»                                                        |                                                                 |
| Лучшее произведение визуального искусства | Михаил Лёзин; «Чистая формальность»                                                      |                                                                 |
| Лучшее произведение визуального искусства | Иван Плющ, Ирина Дрозд; «Иллюзия исчезновения заполненности»                             |                                                                 |
| Лучшее произведение визуального искусства | Виталий Пушницкий; «Динамические структуры»                                              |                                                                 |
| Лучшее произведение визуального искусства | Ольга Трейвас; «Вы, конечно, шутите, мистер Фейнман»                                     |                                                                 |
| Лучшее произведение визуального искусства | Катя Флоренская; «Марки»                                                                 |                                                                 |
| Лучшее произведение визуального искусства | Максим Холодилин; «Молиться своим рекам»                                                 |                                                                 |
| Лучшее произведение визуального искусства | Анток Чумак; проект «Нефть»                                                              |                                                                 |
| Лучшее произведение визуального искусства | Денис Ичитовкин, Егор Ичитовкин; «Усталые вещи»                                          |                                                                 |
| Лучший медиаобъект                        | Арт-группа «AES+F»; «Священная аллегория»                                                | Арт-группа «AES+F»; «Священная аллегория»                       |
| Лучший медиаобъект                        | Рико Чарнтке; «Световые пираты»                                                          |                                                                 |
| Лучший медиаобъект                        | Инга и Алексей Аксёновы; «Тверской эксперимент»                                          |                                                                 |
| Лучший медиаобъект                        | Людмила Белова; капсула времени «Башня»                                                  |                                                                 |
| Лучший медиаобъект                        | Нено Белчев; «Дрезденская рука»                                                          |                                                                 |
| Лучший медиаобъект                        | Дмитрий Булатов, Алексей Чебыкин; «То, что живёт во мне»                                 |                                                                 |
| Лучший медиаобъект                        | Елена Губанова, Иван Говорков; «Птицы»                                                   |                                                                 |
| Лучший медиаобъект                        | Пётр Жуков; «Russian online tube»                                                        |                                                                 |
| Лучший медиаобъект                        | Юрий Календарев; «Стоячая волна»                                                         |                                                                 |
| Лучший медиаобъект                        | Елена Ковылина; «Сок красных гранатов»                                                   |                                                                 |
| Лучший медиаобъект                        | Анна Колосова; «H2Opera»                                                                 |                                                                 |
| Лучший медиаобъект                        | студия «Кружок, квадрат и треугольник»; «Поэтический телевизор»                          |                                                                 |
| Лучший медиаобъект                        | Дуэт «Провмыза»; «Подснежник»                                                            |                                                                 |
| Лучший медиаобъект                        | Вероника Рудьева-Рязанцева; «Вокальные параллели»                                        |                                                                 |
| Лучший медиаобъект                        | «Синий суп»; «Метель»                                                                    |                                                                 |
| Лучший медиаобъект                        | Максим Холодилин; «Планета»                                                              |                                                                 |
| Лучший медиаобъект                        | Вероника Черняева; «Сделай сам»                                                          |                                                                 |
| Искусство в общественном пространстве     | Жанна Кадырова; «Форма света»                                                            | Жанна Кадырова; «Форма света»                                   |
| Искусство в общественном пространстве     | Группа «Pprofessors», «Атопарк»                                                          |                                                                 |
| Искусство в общественном пространстве     | Сергей Баловин; «Натуральный обмен»                                                      |                                                                 |
| Искусство в общественном пространстве     | Анна Биткина; «Критическая масса»                                                        |                                                                 |
| Искусство в общественном пространстве     | Александр Бродский; «Ротонда»                                                            |                                                                 |
| Искусство в общественном пространстве     | Дмитрий Булныгин; «Штурм»                                                                |                                                                 |
| Искусство в общественном пространстве     | Пётр Жуков, Даниил Зинченко, Виктория Чупахина; выставка «НЕМИ»                          |                                                                 |
| Искусство в общественном пространстве     | Молдакул Нарымбетов; «Скарабей»                                                          |                                                                 |
| Искусство в общественном пространстве     | Николай Полисский; «Пермские ворота»                                                     |                                                                 |
| Искусство в общественном пространстве     | Тимофей Радя; «Вечный огонь»                                                             |                                                                 |
| Лучший кураторский проект                 | Кирилл Алексеев, Кирилл Светляков; выставка «Заложники пустоты»                          | Кирилл Алексеев, Кирилл Светляков; выставка «Заложники пустоты» |
| Лучший кураторский проект                 | Екатерина Зайцева, Екатерина Кузьмина; «Если бы я только знал!»                          |                                                                 |
| Лучший кураторский проект                 | Ирина Актуганова, Дмитрий Пиликин, Дмитрий Булатов; «Жизнь. Версия науки»                |                                                                 |
| Лучший кураторский проект                 | Сергей Братков, Владимир Юданов; фотоколлекция COLLECTI@N                                |                                                                 |
| Лучший кураторский проект                 | Франческо Бонами, Ирене Кальдерони; «Модерникон»                                         |                                                                 |
| Лучший кураторский проект                 | Марина Звягинцева, Юрий Самодуров; инсталляция «Спальный район. Открытый урок»           |                                                                 |
| Лучший кураторский проект                 | Аркадий Ипполитов, Александра Харитонова; выставочный проект «Неоакадемизм»              |                                                                 |
| Лучший кураторский проект                 | Карина Караева, Виталий Пацюков; «Домашнее видео»                                        |                                                                 |
| Лучший кураторский проект                 | Виктор Мизиано; «Невозможное сообщество»                                                 |                                                                 |
| Лучший кураторский проект                 | Евгения Никитина, Алексей Шевчук; «Space: open»                                          |                                                                 |
| Лучший кураторский проект                 | Владимир Назанский, Нодар Джобава; «Орден Нищенствующих живописцев»                      |                                                                 |
| Лучший кураторский проект                 | Фонд «ПРО АРТЕ»; видеопарад «89 секунд в Алькасаре»                                      |                                                                 |
| Лучший кураторский проект                 | Изабелла Тарасова, Олег Шобин; художественное объединение «Concept art confession group» |                                                                 |
| Лучший кураторский проект                 | Анна Франц, Мариана Колдобская, София Кудрявцева, Виктория Илюшкина; «Киберфест»         |                                                                 |
| Лучший текст о современном искусстве      | Александр Боровской; «История искусств для собак»                                        | Александр Боровской; «История искусств для собак»               |
| Лучший текст о современном искусстве      | Валентин Дьяконов; «9/11»                                                                |                                                                 |
| Лучший текст о современном искусстве      | Андрей Фоменко; «100 фильмов, которые мне нравятся»                                      |                                                                 |
| Лучший текст о современном искусстве      | Валерий Айзенберг; «Дневник биеннале. От заката до рассвета»                             |                                                                 |
| Лучший текст о современном искусстве      | Андрей Паршиков; «Критическая сентиментальность»                                         |                                                                 |
| Лучший текст о современном искусстве      | Митя Харшак; журнал «Пректор»                                                            |                                                                 |
| Лучший текст о современном искусстве      | Арсений Штейнер; «Диана Воуба: Москва. Империя»                                          |                                                                 |
| Этноомеханика музыкальная номинация       | Kira Lao                                                                                 | Kira Lao                                                        |
| Этноомеханика музыкальная номинация       | Theodor Bastard                                                                          |                                                                 |
| Этноомеханика музыкальная номинация       | Намгар                                                                                   |                                                                 |
| Этноомеханика музыкальная номинация       | Ят-ха                                                                                    |                                                                 |
| Этномеханика музыкальная номинация        | The Taiga & vj Taras Gesh                                                                | The Taiga & vj Taras Gesh                                       |
| Этномеханика музыкальная номинация        | DZA                                                                                      |                                                                 |
| Этномеханика музыкальная номинация        | Miiisha                                                                                  |                                                                 |
| Этномеханика музыкальная номинация        | Younnat&Mimetic (дуэт Олега Сердюка и Жерома Судана)                                     |                                                                 |

## Премия Сергея Курёхина — 2012
Церемония награждения состоялась 5 апреля 2013 года в Центре современного искусства имени Сергея Курёхина в рамках фестиваля «Арт-Механика». Событие оформили в виде музыкального перформанса, включавшего выступления оркестра Государственного Эрмитажа и ансамбля «4’33» под руководством композитора Алексея Айги, а также видеопроекцию медиа-художника Максима Свищева и музыкальные номера в исполнении Александра «Фагота» Александрова, Германа Виноградова, Юрия Каспаряна, Сергея Летова, Александра Липницкого, Сайнхо Намчылка и других. Призовую статуэтку для церемонии подготовил художник Виталий Пушницкий.
Специальный приз от Французского института получил художник Дмитрий Морозов (::vtol::) за работу «DNA_SA». Отдельную награду за вклад в развитие современного искусства присудили поэту Владлену Гаврильчику.
Жюри
В 2012 году в состав попечительского совета и жюри вошли: директор Государственного Эрмитажа Михаил Пиотровский, директор Русского Музея Владимир Гусев, коллекционер Альберто Сандретти, искусствовед Николас Ильин, художественный руководитель ГЦСИ Леонид Бажанов, режиссёр Сергей Соловьёв, искусствоведы Елена Коловская и Милена Орлова, генеральный директор «Европейской Медиа Группы» Александр Полесицкий, заведующий отделом новейших течений Русского музея Александр Боровский, комиссар Московской биеннале Иосиф Бакштейн, исполнительный директор MMоMA Василий Церетели, меценат Владимир Смирнов, директор «МедиаАртЛаб» Ольга Шишко, арт-критик Дэвид Эллиотт, галерист Марат Гельман, музыкальные критики Артемий Троицкий и Александр Кан, ведущий научный сотрудник Русского музея Олеся Туркина, продюсеры Александр Чепарухин и Андрей Тропилло, кинокритик Михаил Трофименков.
| Категории                                  | Лауреаты и номинанты                                                                                      |
| ------------------------------------------ | --- |
| Гран-при «Поп-механика» основная номинация | Владимир Раннев; опера «Два акта» (на либретто Дмитрия Пригова)                                           |
| Гран-при «Поп-механика» основная номинация | Катя Бочавар; перформанс «Rozamira»                                                                       |
| Гран-при «Поп-механика» основная номинация | Текст-группа «Орбита»; «Радиостена»                                                                       |
| Гран-при «Поп-механика» основная номинация | Анна Франц, Марина Колдобская; фестиваль медиаарта «Киберфест»                                            |
| Гран-при «Поп-механика» основная номинация | Театр АХЕ; «Слепая сова»                                                                                  |
| Гран-при «Поп-механика» основная номинация | Театр post; «Shoot/Get Treasure/Repeat»                                                                   |
| Лучшее произведение визуального искусства  | Елена Губанова, Иван Говорков; «Красное смещение»                                                         |
| Лучшее произведение визуального искусства  | Дмитрий Каварга; «Долой борцов с системой, психических неадаптантов»                                      |
| Лучшее произведение визуального искусства  | Сергей Катран, Екатерина Сисфонтес; «In time»                                                             |
| Лучшее произведение визуального искусства  | Иван Плющ; «Процесс прохождения»                                                                          |
| Лучшее произведение визуального искусства  | Ольга Тобрелутс; «Модернизация»                                                                           |
| Лучшее произведение визуального искусства  | Павел Брат; «Поддержание жизни»                                                                           |
| Лучшее произведение визуального искусства  | Вита Буйвид; «Nevsky Ave»                                                                                 |
| Лучшее произведение визуального искусства  | Сергей Ковальский; «Сердце музыканта — параллелошар»                                                      |
| Лучшее произведение визуального искусства  | Сабрина Лестарки; «Золото»                                                                                |
| Лучшее произведение визуального искусства  | Алексей Михеев; «Classic»                                                                                 |
| Лучшее произведение визуального искусства  | Андрей Рудьев; «Oaзис»                                                                                    |
| Лучшее произведение визуального искусства  | Олеся Секереш; «Мф 5:13»                                                                                  |
| Лучшее произведение визуального искусства  | Владимир Селезнёв; «Метрополис»                                                                           |
| Лучшее произведение визуального искусства  | Сергей Тихонов; «X-ray»                                                                                   |
| Лучшее произведение визуального искусства  | Андрей Устинов; «Набат»                                                                                   |
| Лучшее произведение визуального искусства  | Шарль Анри Фертен; «Модуль-движение № 4. Компенсация»                                                     |
| Лучшее произведение визуального искусства  | Алёна Шаповалова; «Пещеры технонеолита»                                                                   |
| Лучшее произведение визуального искусства  | Юрий Штапаков; «Герои»                                                                                    |
| Лучшее произведение визуального искусства  | Станислав Шурипа; «Структуры»                                                                             |
| Лучший медиаобъект                         | Виктор Алимпиев; «Вот!»                                                                                   |
| Лучший медиаобъект                         | Дмитрий Морозов (::vtol::); «DNA_SA»                                                                      |
| Лучший медиаобъект                         | Роман Мокров; «Божий промысел»                                                                            |
| Лучший медиаобъект                         | НОМ; фильм «Звёздный ворс»                                                                                |
| Лучший медиаобъект                         | Митя Харшак, Юрий Молодковец, Александр Антипин; «Затаившийся город»                                      |
| Лучший медиаобъект                         | Игорь Баскин; «Имя художника»                                                                             |
| Лучший медиаобъект                         | Даниил Галкин; без названия                                                                               |
| Лучший медиаобъект                         | Александра Гарт; «Письмо»                                                                                 |
| Лучший медиаобъект                         | Анна Колосова; «Temporary Life»                                                                           |
| Лучший медиаобъект                         | Александра Кузнецова; «Три цвета: Белый? Серый? Красный?»                                                 |
| Лучший медиаобъект                         | Иван Тузов; «Кремация соцсетей»                                                                           |
| Искусство в общественном пространстве      | Антон Кочуркин; фестиваль «Архстояние»                                                                    |
| Искусство в общественном пространстве      | Светлана Петрова; арт-форум «Graffffest»                                                                  |
| Искусство в общественном пространстве      | Radya; «Каждый сам кузнец своей судьбы»                                                                   |
| Искусство в общественном пространстве      | Анастасия Толстая; фестиваль «Арт проспект»                                                               |
| Искусство в общественном пространстве      | Павел Арсеньев; «Много буков»                                                                             |
| Искусство в общественном пространстве      | Анастасия Березинская; «С миру по нитке»                                                                  |
| Искусство в общественном пространстве      | Анастасия Березинская; «Родина-мать»                                                                      |
| Искусство в общественном пространстве      | Тарас Геш; «Street shadows»                                                                               |
| Искусство в общественном пространстве      | Сергей Крылов; «Лежачий постовой»                                                                         |
| Лучший кураторский проект                  | Наиля Аллахвердиева; «Лицо невесты. Современное искусство Казахстана»                                     |
| Лучший кураторский проект                  | Ирина Карасик, Владимир Перц; «Звучащее вещество»                                                         |
| Лучший кураторский проект                  | Дмитрий Озерков; «Дни Пригова»                                                                            |
| Лучший кураторский проект                  | Виталий Пацюков, «Джон Кейдж; Молчаливое присутствие»                                                     |
| Лучший кураторский проект                  | Ольга Шишко; «Погружения. В сторону тактильного кинематографа»                                            |
| Лучший кураторский проект                  | Екатерина Андреева; «Новые идут!»                                                                         |
| Лучший кураторский проект                  | Ярослава Бубнова; 2-я Уральская индустриальная биеннале: «Самое себя глаз никогда не видит»               |
| Лучший кураторский проект                  | Катерина Зуева, Наталья Пономарёва; «Время колокольчиков»                                                 |
| Лучший кураторский проект                  | Карина Караева; «Кино: New Device»                                                                        |
| Лучший кураторский проект                  | Артём Магалашвили; «Арт анфас. Наполеон-12. Художественные практики»                                      |
| Лучший кураторский проект                  | Анастасия Скворцова; «Трапеза бытия»                                                                      |
| Лучший кураторский проект                  | Андрей Сильвестров, Павел Лабазов и Надежда Бакурадзе; XI Международный канский видеофестиваль (VideoDom) |
| Лучший кураторский проект                  | Александр Теребенин; «Конверсия»                                                                          |
| Лучший текст о современном искусстве       | Екатерина Андреева; «Угол несоответствия. Школы нонконформизма. Москва—Ленинград. 1946—1991»              |
| Лучший текст о современном искусстве       | Наталья Абалакова и Анатолий Жигалов; «Тотарт: четыре колонны бдительности»                               |
| Лучший текст о современном искусстве       | Виктор Мазин; «Кабинет Я»                                                                                 |
| Лучший текст о современном искусстве       | Сергей Ануфриев; «Паттернизм»                                                                             |
| Лучший текст о современном искусстве       | Ойген Блуме; «Йозеф Бойс: Призыв к альтернативе»                                                          |
| Лучший текст о современном искусстве       | Наталия Каменецкая, Оксана Саркисян; «Zen d’APT 1989—2009»                                                |
| Электромеханика музыкальная номинация      | Monokle; альбом «Saints»                                                                                  |
| Электромеханика музыкальная номинация      | «4 позиции Бруно»; «Откровенное ванное»                                                                   |
| Электромеханика музыкальная номинация      | HTRSPLTN; «Black Practice»                                                                                |
| Электромеханика музыкальная номинация      | Love Cult; «Fingers Crossed»                                                                              |
| Электромеханика музыкальная номинация      | Revoltmeter; «Russian Epic Electronica»                                                                   |
| Электромеханика музыкальная номинация      | The Shapka; «Torsion Fields»                                                                              |
| Электромеханика музыкальная номинация      | SoiSong; «SoiSong EP»                                                                                     |
| Электромеханика музыкальная номинация      | «Мох»; альбом «5»                                                                                         |
| Этномеханика музыкальная номинация         | «Намгар»; альбом «The Dawn of the Foremothers» («Рассвет праматерей»)                                     |
| Этномеханика музыкальная номинация         | Theodor Bastard; «Oikoumene»                                                                              |
| Этномеханика музыкальная номинация         | Moa Pillar; «Roraima»                                                                                     |
| Этномеханика музыкальная номинация         | uSSSy; «Karpet Birch»                                                                                     |
| Этномеханика музыкальная номинация         | «Волга»; выступления на фестивалях «Движение-2012» и «Kamwa—2012»                                         |
| Этномеханика музыкальная номинация         | «Отава Ё»; активная концертная деятельность                                                               |
| Этномеханика музыкальная номинация         | «Ят-ха», театр OddDance; совместное выступление                                                           |

## Премия Сергея Курёхина — 2013
В 2013 году организаторы изменили привычный порядок премии: выставка, включавшая работы более 60 номинантов, открылась только в день вручения наград. Торжественное мероприятие провели в отреставрированном здании Главного штаба при участии директора современного отдела Эрмитажа Дмитрия Озеркова и заместителя председателя Комитета по культуре Санкт-Петербурга Александра Воронко. В постановке визуальной и музыкальной частей задействовали художников Тимура Новикова и Максима Свищева, а также композитора Алексейя Айги, дирижировавшешго ансамблем «4’33». Помимо денежных призов, лауреаты получили статуэтки, выполненные художниками Иваном Говоровым и Еленой Губановой.
Отдельные СМИ отмечали плохую организацию и пиар-кампанию премии Курёхина за 2013 год. Так, шорт-лист был объявлен только на самой церемонии награждения, жюри не смогло определить победителя в номинации «Лучший текст о современном искусстве». Специальный приз Французского института присудили художнику Аслану Гайсумову за проект «Элиминация».
Известно, что в этом году состав жюри покинул Марат Гельман, но бо́льшая часть осталась без изменений.
| Категории                                                                    | Лауреаты и номинанты | Лауреаты и номинанты |
| ---------------------------------------------------------------------------- | --- | --- |
| Гран-при основная номинация                                                  | Пётр Айду; «Реконструкция утопии» | Пётр Айду; «Реконструкция утопии»                                                                                               |
| Гран-при основная номинация                                                  | Катя Бочавар; «Пластические композиции в сопровождении шумовых машин и драматического чтения»                                                                   | |
| Гран-при основная номинация                                                  | Вадим Захаров, Мария Порудоминская; «Идеологическое дефиле» | |
| Гран-при основная номинация                                                  | Глеб Ершов; «Труба марсиан» | |
| Гран-при основная номинация                                                  | Анна Франц, Марина Колдобская; «Киберфест-2013» | |
| Гран-при основная номинация                                                  | Максим Диденко, Иван Кушнир; «Шинель. Балет» | |
| Гран-при основная номинация                                                  | Вадим Захаров, Мария Порудоминская; «Идеологическое дефиле» | |
| Гран-при основная номинация                                                  | Наталья Фёдорова, Тарас Машталир; «Machine Libertine» | |
| Гран-при основная номинация                                                  | Дмитрий Курляндский, арт-группа «Провмыза»; «Невозможные объекты»                                                                                               | |
| Гран-при основная номинация                                                  | Вероника Затула; «AufBeat» | |
| Лучшее произведение визуального искусства                                    | Аладдин Гарунов; «Тотальная молитва» | Аладдин Гарунов; «Тотальная молитва»                                                                                            |
| Лучшее произведение визуального искусства                                    | Илья Гапонов; «Терриконовая пустынь» | |
| Лучшее произведение визуального искусства                                    | Александр Дашевский; «Частичные утраты» | |
| Лучшее произведение визуального искусства                                    | Анна Франц (совместно с медиалабораторией Cyland); «Сделано в Древней Греции. Объект No 3»                                                                      | |
| Лучшее произведение визуального искусства                                    | Аслан Гайсумов; «Элиминация» | |
| Лучшее произведение визуального искусства                                    | Владимир Антощенков; «Одушевлённая геометрия» | |
| Лучшее произведение визуального искусства                                    | Андрей Горбунов, «Virus» | |
| Лучшее произведение визуального искусства                                    | Кирилл Хрусталев; серия «Просто архитектура» | |
| Лучшее произведение визуального искусства                                    | Павел Иванов, Алексей Грачёв; «Осколки» | |
| Лучшее произведение визуального искусства                                    | Павел Киселёв; «Случайные диалоги» | |
| Лучшее произведение визуального искусства                                    | Стас Багс; «Надежда» | |
| Лучшее произведение визуального искусства                                    | Алексей Хамов; «Во имя жизни» | |
| Лучшее произведение визуального искусства                                    | Алексей Чистяков; «Ретроспектива» | |
| Лучшее произведение визуального искусства                                    | Сергей Катран; «Большое колесо времени» | |
| Лучший медиаобъект                                                           | Группа «Провмыза»; «Вечность» | Группа «Провмыза»; «Вечность»                                                                                                   |
| Лучший медиаобъект                                                           | Антонина Баевер; «Мастерская» | |
| Лучший медиаобъект                                                           | Анна Титовец; фестиваль полнокупольного искусства «Измерение»                                                                                                   | |
| Лучший медиаобъект                                                           | Аркадий Насонов; «Между кадрами» | |
| Лучший медиаобъект                                                           | Вероника Рудьева-Рязанцева; «Антракт» | |
| Лучший медиаобъект                                                           | Дмитрий Венков, Антонина Баевер; «Словно солнце» | |
| Лучший медиаобъект                                                           | Зане Балоде, Артис Дзерве; «Зеркало» | |
| Лучший медиаобъект                                                           | Марина Колдобская; «Переменный ландшафт» | |
| Лучший медиаобъект                                                           | Михаил Железников; «На паузе» | |
| Лучший медиаобъект                                                           | Пётр Жуков (Объединение «Вверх!»); «Позабудь про камин» | |
| Искусство в общественном пространстве                                        | Тимофей Радя; «Статья» | Тимофей Радя; «Статья» |
| Искусство в общественном пространстве                                        | Аристарх Чернышёв, Алексей Шульгин (Electroboutique); «Голос леса»                                                                                              | |
| Искусство в общественном пространстве                                        | Вита Буйвид, Оля Кройтор, Алексей Трегубов, Иван Лубенников; инсталляция «Кунсткамера»                                                                          | |
| Искусство в общественном пространстве                                        | Славы ПТРК, Владимира Абиха; «Уличная грязь» | |
| Искусство в общественном пространстве                                        | Александр Морозов; «Гербарий Литейного проспекта» | |
| Искусство в общественном пространстве                                        | Артём Филатов; «Гербариум» | |
| Искусство в общественном пространстве                                        | Евгения Мачнева, Алёна Терешко; «Маршрут» | |
| Искусство в общественном пространстве                                        | Дмитрий Морозов (::vtol::); Саунд-инсталляция «Вавилонский водопровод»                                                                                          | |
| Искусство в общественном пространстве                                        | Александр Свердлов, Борис Куприянов, Анастасия Смирнова, Анастасия Шевелева, Александр Малинин, Джованни Белотти, Site-specific; инсталляция «Полевая читальня» | |
| Искусство в общественном пространстве                                        | Сергей Ковалевский; «Танцующая ротонда» | |
| Искусство в общественном пространстве                                        | Юрий Никифоров; «Исчезающая эскадрилья» | |
| Лучший кураторский проект                                                    | Ивана Сотникова, Глеб Ершов; «Битвы с белочкой. Иван Сотников и другие художники (М. Алексеева, О. Котельников, О. Флоренская)»                                 | Ивана Сотникова, Глеб Ершов; «Битвы с белочкой. Иван Сотников и другие художники (М. Алексеева, О. Котельников, О. Флоренская)» |
| Лучший кураторский проект                                                    | Анастасия Каркачева; «Текстологии» | |
| Лучший кураторский проект                                                    | Алексей Масляев; «Завтра воды не будет» | |
| Лучший кураторский проект                                                    | Анна Франц, Марина Колдобская, «Capital of Nowhere» | |
| Лучший кураторский проект                                                    | Егор Кошелёв; «Heavy Metal» | |
| Лучший кураторский проект                                                    | Илья Шипиловских; «Ура, Урал!» | |
| Лучший кураторский проект                                                    | Ирина Данилова, Дарья Костина; «БРУРАЛ: периферийное видение»                                                                                                   | |
| Лучший кураторский проект                                                    | Марина Печерская, Роман Сакин; «Госзаказ» | |
| Лучший кураторский проект                                                    | Пётр Белый, Юлия Манусевич, Ирина Солнцева; «Невидимая граница»                                                                                                 | |
| Лучший кураторский проект                                                    | Сергей Бугаев-Африка, Вячеслав Беречинский, Полина Попова; «Асса: последнее поколение ленинградского авангарда»                                                 | |
| Лучший кураторский проект                                                    | Фонд поддержки и создания творческих проектов «Про. Движение»; «АрхКузница-2013»                                                                                | |
| Лучший текст о современном искусстве                                         | | |
| Митя Харшак; сборник интервью «Проектор»                                     | | |
| Пётр Белый; «Новый архив»                                                    | | |
| Тимофей Радя; «Всё, что я знаю об уличном искусстве»                         | | |
| Андрей Фоменко; «Туркестанский проект»                                       | | |
| Дмитрий Булатов; «Эволюция от кутюр. Искусство и наука в эпоху постбиологии» | | |
| Электромеханика музыкальная номинация                                        | Дуэт Сергея Летова и Влада Быстрова | Дуэт Сергея Летова и Влада Быстрова                                                                                             |
| Этномеханика музыкальная номинация                                           | «Рада и Терновник»; альбом «Укок» | «Рада и Терновник»; альбом «Укок»                                                                                               |

## Премия Сергея Курёхина — 2014
Церемония награждения лауреатов 2014 года прошла в Центре современного искусства имени Сергея Курёхина. Торжественный перформанс был подготовлен художницей Катей Бочавар, проводил мероприятие живописец Александр Дашевский. В представлении участвовали художники и музыканты Владимир Волков, Сергей Летов, Константин Дудаков-Кашуро, также заместитель председателя Комитета по культуре Санкт-Петербурга Борис Илларионов. Призы для церемонии изготовил прошлогодний лауреат конкурса Алладин Горунов.
В этом году выделили новую номинацию «За продвижение современного искусства в медиа». Её победителем стал журнал «Calvert 22», редакция которого инициировала в рамках премии отдельную номинацию с возможностью стажировки за границей. Лауреатом внеконкурсного приза стала куратор Иоанна Варше за публичную программу биеннале современного искусства «Манифеста 10». Специальный приз Французского института получила художница Надежда Анфалова за проект «Связь».
Жюри
В состав жюри вошли: комиссар Московской биеннале Иосиф Бакштейн, художественный руководитель ГЦСИ Леонид Бажанов и генеральный директор ГЦСИ Михаил Миндлин, художник Анатолий Белкин, глава отдела новейших течений Русского музея Александр Боровский, учредитель «Нового музея» Аслан Чехоев, куратор биеннале «Манифест 10» Каспер Кёниг, а также другие видные общественные и культурные деятели.
| Категории                                  | Лауреаты и номинанты | Лауреаты и номинанты                                           |
| ------------------------------------------ | --- | -------------------------------------------------------------- |
| Гран-при основная номинация                | Фёдор Павлов-Андреевич; «Карусель перформанса»                                                                                    | Фёдор Павлов-Андреевич; «Карусель перформанса»                 |
| Гран-при основная номинация                | Рагнар Кьяртанссон; «Горе победит счастье»                                                                                        |                                                                |
| Гран-при основная номинация                | Глеб Ершов; «Семь способов смотреть на чудо»                                                                                      |                                                                |
| Гран-при основная номинация                | Анастасия Кизилова; «Униформа художника»                                                                                          |                                                                |
| Гран-при основная номинация                | Евгения Долинина, Вера Коняшова, Роман Кутнов, Александр Лещёв, Глеб Нечаев, Марина Рагозина, Мария Сокол; «Смерть Тарелкина»     |                                                                |
| Гран-при основная номинация                | Анна Франц, Марина Колдобская; «Киберфест — 2014»                                                                                 |                                                                |
| Гран-при основная номинация                | Фонд «Эрмитаж XXI век»; «Параллельная программа Европейской биеннале современного искусства Manifesta в первом Кадетском корпусе» |                                                                |
| Лучшее произведение визуального искусства  | Татьяна Ахметгалиева; «Аллергия на пыль»                                                                                          | Татьяна Ахметгалиева; «Аллергия на пыль»                       |
| Лучшее произведение визуального искусства  | Надежда Анфалова; «Связь» |                                                                |
| Лучшее произведение визуального искусства  | Влад Кульков, Мария Дмитриев; «ZOAS Records»                                                                                      |                                                                |
| Лучшее произведение визуального искусства  | Дмитрий Шорин; «Over» |                                                                |
| Лучшее произведение визуального искусства  | Анна Франц; «Беспокойство» |                                                                |
| Лучшее произведение визуального искусства  | Андрей Люблинский, Забаровская Мария; «Коллективное действие — 1»                                                                 |                                                                |
| Лучшее произведение визуального искусства  | Егор Крафт; «I Print, Therefore I Am»                                                                                             |                                                                |
| Лучшее произведение визуального искусства  | Екатерина Ермолаева; «Homo / Animalis»                                                                                            |                                                                |
| Лучшее произведение визуального искусства  | Валерий Гриковский; «Страсти по Линнею»                                                                                           |                                                                |
| Лучший медиаобъект                         | Роман Мокров; «Спрячь в ладонь новорождённый огонь»                                                                               | Роман Мокров; «Спрячь в ладонь новорождённый огонь»            |
| Лучший медиаобъект                         | Елена Губанова, Иван Говорков; «Затмение»                                                                                         |                                                                |
| Лучший медиаобъект                         | Дмитрий Лурье, Беате Петерсен; «Обращения»                                                                                        |                                                                |
| Лучший медиаобъект                         | Марина Колдобская; «Кошка-Мышка»                                                                                                  |                                                                |
| Лучший медиаобъект                         | Дмитрий Морозов (::vtol::); «Oil»                                                                                                 |                                                                |
| Лучший медиаобъект                         | Саша Пирогова; «Очередь» |                                                                |
| Лучший медиаобъект                         | Альберт Солдатов; «Бальтус» |                                                                |
| Лучший медиаобъект                         | Алиса Таёжная; «Точка входа» |                                                                |
| Лучший медиаобъект                         | Михаил Железников; «Камыш» |                                                                |
| Искусство в общественном пространстве      | Пётр Виноградов; «Pro Ёлка» | Пётр Виноградов; «Pro Ёлка»                                    |
| Искусство в общественном пространстве      | Дмитрий Зайцев, Полина Ёж, Архитектурная мастерская ЛЕС; «Летняя площадка музея стрит-арта в Санкт-Петербурге»                    |                                                                |
| Искусство в общественном пространстве      | Дмитрий Каварга; «Обитаемые скульптуры»                                                                                           |                                                                |
| Искусство в общественном пространстве      | Яна Малиновская; «Если бы…» |                                                                |
| Искусство в общественном пространстве      | Аристарх Чернышёв; «UserPic» |                                                                |
| Искусство в общественном пространстве      | Владимир Чернышёв; «Заброшенная деревня»                                                                                          |                                                                |
| Лучший кураторский проект                  | Олеся Туркина, Виктор Мазин; «Жизнь замечательного Монро»                                                                         | Олеся Туркина, Виктор Мазин; «Жизнь замечательного Монро»      |
| Лучший кураторский проект                  | Марина Руденко (при участии Елены Куприной-Ляхович); «Говорит Москва»                                                             |                                                                |
| Лучший кураторский проект                  | Пётр Белый, Александр Теребенин; «СИГНАЛ»                                                                                         |                                                                |
| Лучший кураторский проект                  | Анастасия Скворцова; «Условия хранения»                                                                                           |                                                                |
| Лучший кураторский проект                  | Владимир Логутов; «Не музей. Лаборатория эстетических подозрений»                                                                 |                                                                |
| Лучший кураторский проект                  | Юлия Аксёнова, Саша Обухова; «Перформанс в России: Картография истории»                                                           |                                                                |
| Лучший кураторский проект                  | Виктор Мазин, Олеся Туркина; «Жизнь замечательного Монро»                                                                         |                                                                |
| Лучший кураторский проект                  | Иоанна Варша; «Публичная программа биеннале современного искусства Manifesta 10»                                                  |                                                                |
| Лучший кураторский проект                  | Александр Боровский, Ирина Карасик, Владимир Перц; «Актуальный рисунок»                                                           |                                                                |
| Лучший текст о современном искусстве       | Александра Обухова; «Перформанс в России: Картография истории»                                                                    | Александра Обухова; «Перформанс в России: Картография истории» |
| Лучший текст о современном искусстве       | Виктор Мизиано, Наташа Петрешин-Башелец; «Manifesta Reader»                                                                       |                                                                |
| Лучший текст о современном искусстве       | Жанна Галиева; «Пригов и концептуализм: Сборник статей и материалов»                                                              |                                                                |
| Лучший текст о современном искусстве       | Олеся Туркина, Виктор Мазин; «Жизнь замечательного Монро»                                                                         |                                                                |
| Продвижение современного искусства в медиа | Calvert Journal | Calvert Journal                                                |
| Продвижение современного искусства в медиа | Harper’s Bazaar ART |                                                                |
| Продвижение современного искусства в медиа | Garage Magazine |                                                                |
| Продвижение современного искусства в медиа | The Art Newspaper Russia |                                                                |
| Продвижение современного искусства в медиа | Афиша Воздух |                                                                |
| Продвижение современного искусства в медиа | Aroundart.ru |                                                                |
| Продвижение современного искусства в медиа | Artguide.com |                                                                |
| Продвижение современного искусства в медиа | Blouin Artinfo Russia |                                                                |
| Электромеханика музыкальная номинация      | Антон Маскелиаде | Антон Маскелиаде                                               |
| Этномеханика музыкальная номинация         | «Атлантида» | «Атлантида»                                                    |

## Премия Сергея Курёхина — 2015
В апреле 2016 года началась реконструкция центра имени Сергея Курёхина, поэтому выставка номинантов 2015 года прошла в здании бывшего Музея Хлеба, а церемония вручения премии — на основной сцене БДТ. Торжественное мероприятие было оформлено в виде перформанса, подготовленного резидентами инженерного театра «АХЕ» при участии Российского рогового оркестра. На мероприятии выступали глава Эрмитажа в Амстердаме Пол Робард и председатель Комитета по культуре Санкт-Петербурга Константин Сухенко, а также коллекционер Валентин Носкин и культуролог Александр Липницкий.
Приз от Французского института получила Татьяна Ахметгалиева за видеоинсталляцию «Хрупкий остров». Призовые статуэтки для лауреатов конкурса подготовила победительница прошлогодней премии Татьяна Ахметгалиева.
Жюри
В попечительский совет и жюри премии в 2015 году вошли: заведующий Отделом новейших течений Государственного Русского музея Александр Боровский, генеральный директор ГЦСИ Михаил Миндлин и художественный руководитель ГЦСИ Леонид Бажанов, директор «МедиаАртЛаб» Ольга Шишко, учредитель проекта «Новый музей» Аслан Чехоев, художник Анатолий Белкин, комиссар Московской биеннале современного искусства Иосиф Бакштейн, музыкальный критик Александр Кан, директор Уральского филиала ГЦСИ Алиса Прудникова, художник Владимир Логутов.
| Категории                                 | Лауреаты и номинанты |
| ----------------------------------------- | --- |
| Гран-при основная номинация               | Андрей Бартенев; «Скажи: я тебя люблю!»                                                                                      |
| Гран-при основная номинация               | Театр АХЕ; «Щедрин — хроники мёртвых градоначальников»                                                                       |
| Гран-при основная номинация               | Андрий Жолдак; постановка «Zholdak Dreams: похитители чувств»                                                                |
| Гран-при основная номинация               | Кшиштоф Гарбачевский; «Макбет» (Новая сцена Александринского театра)                                                         |
| Гран-при основная номинация               | Елена Губанова, Анна Франц; 9-й фестиваль медиа-арта Киберфест/Сайфест                                                       |
| Гран-при основная номинация               | Глеб Ершов, Владимир Раннев, Александр Цикаришвили; спектакль «Снарк»                                                        |
| Гран-при основная номинация               | Ольга Комлева; перформанс-платформа 3-й Уральской индустриальной биеннале                                                    |
| Гран-при основная номинация               | Бернардо Москейра, Фёдор Павлов-Андреевич, Катя Бочавар; «Lexus Hybrid Art»                                                  |
| Гран-при основная номинация               | SASHAPASHA; «Дикое путешествие в сердце русской идеи»                                                                        |
| Гран-при основная номинация               | Борис Юхананов; опера «Сверлийцы»                                                                                            |
| Лучшее произведение визуального искусства | Мария Сафронова; «Игра общего вида»                                                                                          |
| Лучшее произведение визуального искусства | Маша Годованная, Ярослав Воловод, Яна Михалина; исследовательский проект «Она. Звание художника»                             |
| Лучшее произведение визуального искусства | Александр Дашевский; «Павшие и выпавшие»                                                                                     |
| Лучшее произведение визуального искусства | Микеле Джангранде и Marslab; «Шестерни»                                                                                      |
| Лучшее произведение визуального искусства | Дмитрий Каварга, Елена Каварга; «Норильское вещество»                                                                        |
| Лучшее произведение визуального искусства | Марина Колдобская; «Цветы и звери»                                                                                           |
| Лучшее произведение визуального искусства | Антон Кузнецов, Мария Сафронова; «Субтитры»                                                                                  |
| Лучшее произведение визуального искусства | Денис Патракеев; «Обет молчания»                                                                                             |
| Лучшее произведение визуального искусства | Владимир Потапов; «По памяти»                                                                                                |
| Лучшее произведение визуального искусства | Сергей Филатов; «Станция „Импульс-3“»                                                                                        |
| Лучшее произведение визуального искусства | Кирилл Шаманов, Александр Ефремов; «Экстракт человека»                                                                       |
| Лучший медиаобъект                        | Полина Канис; «Бассейн» |
| Лучший медиаобъект                        | Татьяна Ахметгалиева; «Хрупкий остров»                                                                                       |
| Лучший медиаобъект                        | Людмила Белова; «Скорость исчезновения»                                                                                      |
| Лучший медиаобъект                        | Евгений Бугаев; «Птица со смещённым центром тяжести»                                                                         |
| Лучший медиаобъект                        | Дмитрий Венков; «Krisis» |
| Лучший медиаобъект                        | Никита Голышев; «Neubau» |
| Лучший медиаобъект                        | Олег Елагин; «Смерть среди нас»                                                                                              |
| Лучший медиаобъект                        | Михаил Железников; «Однажды в СССР»                                                                                          |
| Лучший медиаобъект                        | Пётр Жуков; «Арктичность 1»                                                                                                  |
| Лучший медиаобъект                        | Евгения Заливина; «The Noise of Cities»                                                                                      |
| Лучший медиаобъект                        | Евгений Стрелков; анимационный фильм «Фантомная буква»                                                                       |
| Лучший медиаобъект                        | Tonoptik, «МедиаЛаб» |
| Искусство в общественном пространстве     | Антон Кочуркин, Юлия Бычкова; фестиваль «Архстояние»                                                                         |
| Искусство в общественном пространстве     | Филипп Вулах, Андрей Пронин; фестиваль «Точка доступа»                                                                       |
| Искусство в общественном пространстве     | Андрей Дурейка, Игорь Савченко, Сергей Шабохин; «Про_Спектус»                                                                |
| Искусство в общественном пространстве     | Александр Жунёв; «Рисунки цветным скотчем на заборе из сетки»                                                                |
| Искусство в общественном пространстве     | Арт-группировка ЗИП; «В пути»                                                                                                |
| Искусство в общественном пространстве     | Арт-группа «Злые»; «Дефис»                                                                                                   |
| Искусство в общественном пространстве     | Сергей Катран, Мари Сокол, Андрей Митенёв; «Метель»                                                                          |
| Искусство в общественном пространстве     | Антон Маскелиаде, SYYN Labs; «Автомобильный орган»                                                                           |
| Искусство в общественном пространстве     | Светлана Петрова и кот Заратустра; «Котэ в садэ»                                                                             |
| Искусство в общественном пространстве     | Слава Птрк; «Видимость» |
| Искусство в общественном пространстве     | Константин Учитель; «Даниил Хармс. Маршрут „Старухи“»                                                                        |
| Лучший кураторский проект                 | Полина Попова, Вячеслав Беречинский, Сергей Бугаев (Африка); «Охотники за мраморными головами» (выставка Павла Пепперштейна) |
| Лучший кураторский проект                 | Екатерина Андреева, Иван Сотников; «Иван Сотников: Живопись XX—XXI веков»                                                    |
| Лучший кураторский проект                 | Антонина Баевер, Роман Минаев; «Тренды»                                                                                      |
| Лучший кураторский проект                 | Пётр Белый, Лизавета Матвеева; галерея «Люда»                                                                                |
| Лучший кураторский проект                 | Александр Боровский, А. М. Успенский; «Новые рассказчики в русском искусстве XX—XXI веков»                                   |
| Лучший кураторский проект                 | Андрей Егоров, Анна Арутюнян; «Одно внутри другого»                                                                          |
| Лучший кураторский проект                 | Владислав Ефимов, Алиса Савицкая; «Музей великих надежд»                                                                     |
| Лучший кураторский проект                 | Виктор Мизиано; «Удел человеческий» (сессия № 1)                                                                             |
| Лучший кураторский проект                 | Павел Пепперштейн, Саша Карпова и «Внуки Сомнамбулы»; «Работа со сновидениями»                                               |
| Лучший кураторский проект                 | Анна Франц; Елена Губанова, «Иду»                                                                                            |
| Лучший кураторский проект                 | Аля Хестанти; «Забытый код»                                                                                                  |
| Лучший текст о современном искусстве      | Ольга Шишко; «Проекции авангарда» (каталог-исследование)                                                                     |
| Лучший текст о современном искусстве      | Константин Зацепин; «Анатомия художественной среды. Локальные опыты и практики» (сборник статей)                             |
| Лучший текст о современном искусстве      | Анна Матвеева; «Места силы неофициального искусства Ленинграда-Петербурга» (цикл статей)                                     |
| Лучший текст о современном искусстве      | Алек Д. Эпштейн; «Художник Оскар Рабин: запечатлённая судьба»                                                                |
| Электромеханика музыкальная номинация     | Moa Pillar |
| Этномеханика музыкальная номинация        | Андрей Самсонов, Мария Дьяконова                                                                                             |

## Премия Сергея Курёхина — 2016
В 2016 году в оргкомитет конкурса поступило более тысячи заявок, из которых отобрали 63 номинанта. Церемония награждения состоялась в апреле 2017-го на сцене БДТ имени Георгия Товстоногова. В представлении приняли участие музыканты Владимир Ашкенази, Валерий Алахов и Александр Болдачев, Российский роговой оркестр и хор «Фестино», а также диджей Юрий Орлов.
Организаторы выделили специальную номинацию «За вклад в развитие современного искусства», которую посмертно присвоили основателю «Нового музея» Аслану Чехоеву, также отдельную премию от организаторов конкурса получил фестиваль «Киберфест-10». Специальный приз Французского института в России присудили художнику Павлу Отдельнову за проект «Белое море. Чёрная дыра».
Жюри
В 2016 году в попечительский совет и жюри премии вошли: директор Государственного Эрмитажа Михаил Пиотровский, директор Русского Музея Владимир Гусев, исполнительный директор MMоMA Василий Церетели, меценат Владимир Смирнов, бизнесмен Михаил Баженов, искусствоведы Николас Ильин, Анна Гор и Алиса Прудникова, коллекционер Альберто Сандретти, историк Семён Михайловский, генеральный директор «Европейской Медиа Группы» Александр Полесицкий, куратор Александр Боровский, директор «МедиаАртЛаб» Ольга Шишко, художник Анатолий Белкин, критик Александр Кан, культуролог Ален Элу, предприниматель Катерина Винникова, куратор Музея Москвы Евгения Кикодзе, сотрудник отдела новейших течений Государственного Русского музея Олеся Туркина.
| Категории                                 | Лауреаты и номинанты                                                                                            | Лауреаты и номинанты                                                                                            |
| ----------------------------------------- | --- | --- |
| Гран-при основная номинация               | Санкт-Петербургский импровизационный оркестр (дирижёр Дмитрий Шубин, идея Антонины Поздняковой); «Гаджетофония» | Санкт-Петербургский импровизационный оркестр (дирижёр Дмитрий Шубин, идея Антонины Поздняковой); «Гаджетофония» |
| Гран-при основная номинация               | u/n multitude; «Концерт агитационной песни»,                                                                    | |
| Гран-при основная номинация               | Михаил Патласов; «НеПрикасаемые»,                                                                               | |
| Гран-при основная номинация               | Виталий Пацюков, Анастасия Козаченко; фестиваль «Дада»,                                                         | |
| Гран-при основная номинация               | Театр Post; спектакль «Поле» (режиссёр Дмитрий Волкострелов),                                                   | |
| Гран-при основная номинация               | ORTA; спектакль «Медея.материал» (реж. Рустем Бегенов),                                                         | |
| Гран-при основная номинация               | Площадка 51; экскурсия «Четырнадцать плюс».                                                                     | |
| Лучшее произведение визуального искусства | Александр Шишкин-Хокусай; «Ванна Марата»                                                                        | Александр Шишкин-Хокусай; «Ванна Марата»                                                                        |
| Лучшее произведение визуального искусства | Людмила Белова; «Пастораль»                                                                                     | |
| Лучшее произведение визуального искусства | Павел Брат EVCFE/; «…И слово стало плотью»                                                                      | |
| Лучшее произведение визуального искусства | Дмитрий Кавко; «Постреальность»                                                                                 | |
| Лучшее произведение визуального искусства | Павел Отдельнов; «Белое море. Чёрная дыра»                                                                      | |
| Лучшее произведение визуального искусства | Дарья Правда; «Шароверы»                                                                                        | |
| Лучшее произведение визуального искусства | Илья Гришаев; «Не всё»/«pas tout»                                                                               | |
| Лучшее произведение визуального искусства | Елена Губанова, Иван Говорков; «Хранение времени»                                                               | |
| Лучшее произведение визуального искусства | Двенеодна; «The secret under the floor»                                                                         | |
| Лучшее произведение визуального искусства | Полина Заславская; «Утварь.365»                                                                                 | |
| Лучшее произведение визуального искусства | Дмитрий Окружнов, Мария Шарова; «В окружении действительности»                                                  | |
| Лучшее произведение визуального искусства | Антон Чумак; «Соль»                                                                                             | |
| Лучший медиаобъект                        | Сергей Филатов; «Орфей. Песнь китам»                                                                            | Сергей Филатов; «Орфей. Песнь китам»                                                                            |
| Лучший медиаобъект                        | Ксения Галкина; «Я — голограмма»                                                                                | |
| Лучший медиаобъект                        | Саша Пирогова; «Mono»                                                                                           | |
| Лучший медиаобъект                        | Максим Свищёв; «Я держусь от себя подальше»                                                                     | |
| Лучший медиаобъект                        | Анна Франц; «Взрыв банки сгущённого молока, когда выкипела вода»                                                | |
| Лучший медиаобъект                        | Елена Артеменко; «Мягкое оружие»                                                                                | |
| Лучший медиаобъект                        | Дмитрий Булныгин; «Кошмар удэгейца»                                                                             | |
| Лучший медиаобъект                        | Ярослав Воловод, Игорь Кулаков; «Большое мусорное пятно»                                                        | |
| Лучший медиаобъект                        | Питер Миллер; «Sounds Like»                                                                                     | |
| Искусство в общественном пространстве     | Дмитрий Каварга, Елена Каварга; «Обитаемое вещество»                                                            | Дмитрий Каварга, Елена Каварга; «Обитаемое вещество»                                                            |
| Искусство в общественном пространстве     | Павел Кас, Павел Мокич; «Портрет Даниила Хармса»                                                                | |
| Искусство в общественном пространстве     | Василий Слонов; «Картофельная снежинка»                                                                         | |
| Искусство в общественном пространстве     | Замир Сулейманов; «Тяжёлые слова»                                                                               | |
| Искусство в общественном пространстве     | Андрей Сяйлев; «Тетрис»                                                                                         | |
| Искусство в общественном пространстве     | Владимир Абих; «Уличный тетрис»                                                                                 | |
| Искусство в общественном пространстве     | Станислав Екименко; «Стена»                                                                                     | |
| Искусство в общественном пространстве     | Арт-группа «Злые»; «Нет никаких железных правил»                                                                | |
| Искусство в общественном пространстве     | Олег Кошелец, Сергей Чернов; «Птичкам-синичкам от Казимира Малевича»                                            | |
| Искусство в общественном пространстве     | Кирилл Кто; «Непонятное»                                                                                        | |
| Лучший кураторский проект                 | Виталий Пацюков, Анастасия Козаченко; фестиваль «Дада» (изначально был выдвинут в номинации «Поп-механика»)     | Виталий Пацюков, Анастасия Козаченко; фестиваль «Дада» (изначально был выдвинут в номинации «Поп-механика»)     |
| Лучший кураторский проект                 | Ольга Шишко; «Дом впечатлений. Прогулки с трубадуром»                                                           | |
| Лучший кураторский проект                 | Киберфест-10 | |
| Лучший кураторский проект                 | Катя Бочавар; «Кинотеатр сновидений»                                                                            | |
| Лучший кураторский проект                 | Дмитрий Булатов; «Умри и обновись!»                                                                             | |
| Лучший кураторский проект                 | Наталья Фёдорова, Дарья Петрова, Данита Пушкарева, Дмитрий Пиликин; «Форматирование памяти»                     | |
| Лучший кураторский проект                 | Дарья Камышникова, Елена Важенина; «19/92. Сначала»                                                             | |
| Лучший кураторский проект                 | Анна Арутюнян, Андрей Егоров, Полина Зотова; Фестиваль «PLAYMMOMA играй с современным искусством!»              | |
| Лучший кураторский проект                 | Карина Караева; «Возможность быть другим»                                                                       | |
| Лучший кураторский проект                 | Мадина Гогова, Мариана Гогова, Симон Мраз, Андреас Кристоф; «Обсерватория»                                      | |
| Лучший кураторский проект                 | Дмитрий Волкострелов, театр post; «Повседневность. Простые действия»                                            | |
| Лучший кураторский проект                 | Мария Булатова; «Прокрастинация»                                                                                | |
| Лучший кураторский проект                 | Владимир Береснев, Евгений Стрелков; «Я знаю, как управлять Вселенной»                                          | |
| Лучший текст о современном искусстве      | Игорь Поносов; «Искусство и город»                                                                              | Игорь Поносов; «Искусство и город»                                                                              |
| Лучший текст о современном искусстве      | Иван Чечот; «От Бекмана до Брекера. Статьи и фрагменты»                                                         | |
| Лучший текст о современном искусстве      | Константин Зацепин; «Пространства взгляда. Искусство 2000—2010-х годов»                                         | |
| Лучший текст о современном искусстве      | Глеб Ершов; «Художник мирового расцвета. Павел Филонов»                                                         | |
| Электромеханика музыкальная номинация     | Игорь Старшинов                                                                                                 | Игорь Старшинов                                                                                                 |
| Электромеханика музыкальная номинация     | IC3PEAK | |
| Электромеханика музыкальная номинация     | Ishome | |
| Электромеханика музыкальная номинация     | Summer of Haze                                                                                                  | |
| Этномеханика музыкальная номинация        | Cергей Старостин                                                                                                | Cергей Старостин                                                                                                |
| Этномеханика музыкальная номинация        | Bio Trio | |
| Этномеханика музыкальная номинация        | EtnoZapil | |
| Этномеханика музыкальная номинация        | Folkbeat | |
| Этномеханика музыкальная номинация        | Буготак | |

## Премия Сергея Курёхина — 2017
Победители IX премии имени Сергея Курёхина стали известны во время торжественной церемонии на сцене Большого драматического театра имени Георгия Товстоногова. В ходе мероприятия представили балет «Воробьиное озеро», поставленный Фёдором Курёхиным на музыку отца. В постановке приняли участие хореограф Максим Севагин и артисты балета театра имени К. С. Станиславского и Вл. И. Немировича-Данченко.
В этом году призом Французского института отметили работу Семёна Мотолянца «Очень искусственный выбор». Призовые статуэтки для награждения лауреатов выполнили по эскизам художника Андрея Бартенева.
Жюри
В попечительский совет и жюри премии за 2017 год вошли: директор Государственного Эрмитажа Михаил Пиотровский, директор Русского музея Владимир Гусев, исполнительный директор MMоMA Василий Церетели, меценат Владимир Смирнов, искусствоведы Николас Ильин, Анна Гор и Алиса Прудникова, коллекционер Альберто Сандретти, генеральный директор «Европейской Медиа Группы» Александр Полесицкий, историк Семён Михайловский, совладелец холдинга «Адамант» Михаил Баженов, кураторы Александр Боровский и Борис Маннер, директор «МедиаАртЛаб» Ольга Шишко, художник Анатолий Белкин, предприниматель Екатерина Винникова, музыкальный критик Александр Кан, куратор Музея Москвы Евгения Кикодзе, культуролог Ален Элу, эксперт Александр Рытов, Виктория Илюшкина, сотрудник отдела новейших течений Государственного Русского музея Олеся Туркина.
| Категории                                  | Лауреаты и номинанты | Лауреаты и номинанты                                                               |
| ------------------------------------------ | --- | ---------------------------------------------------------------------------------- |
| Гран-при основная номинация                | Ольга Комлева, Андрей Смирнов; «Огни Урала»                                                                                                | Ольга Комлева, Андрей Смирнов; «Огни Урала»                                        |
| Гран-при основная номинация                | Пётр Айду; «Покинутый дом: кунсткамера московских роялей»                                                                                  |                                                                                    |
| Гран-при основная номинация                | Семён Александровский; «Задержанный» |                                                                                    |
| Гран-при основная номинация                | Александр Артемов; «Театр ТРУ. Последний ветер дикого Запада»                                                                              |                                                                                    |
| Гран-при основная номинация                | Владимир Волков, Марина Колдобская, Павел Семченко; «Поединок»                                                                             |                                                                                    |
| Гран-при основная номинация                | Глеб Ершов; «Зангези» |                                                                                    |
| Гран-при основная номинация                | Инженерный театр АХЕ; «Демократия» |                                                                                    |
| Гран-при основная номинация                | Анастасия Куклина, Евгений Маленчев, Кирилл Широков, Дарья Гусакова; «Вещи»                                                                |                                                                                    |
| Гран-при основная номинация                | Олег Еремин, Новый Императорский театр; «Троянки»                                                                                          |                                                                                    |
| Лучшее произведение визуального искусства  | Сергей Кищенко; «Журнал наблюдений 2014—2017»                                                                                              | Сергей Кищенко; «Журнал наблюдений 2014—2017»                                      |
| Лучшее произведение визуального искусства  | Стас Багс; «Кошкин дом» |                                                                                    |
| Лучшее произведение визуального искусства  | Анастасия Богомолова; «Под куполом» |                                                                                    |
| Лучшее произведение визуального искусства  | Елена Губанова, Иван Говорков; «Очередь»                                                                                                   |                                                                                    |
| Лучшее произведение визуального искусства  | Алиса Керн; «Опыты охлаждения голоса» |                                                                                    |
| Лучшее произведение визуального искусства  | Марина Колдобская; «Простые вещи» |                                                                                    |
| Лучшее произведение визуального искусства  | Семён Мотолянец; «Очень искусственный выбор»                                                                                               |                                                                                    |
| Лучшее произведение визуального искусства  | Клаудио Пармиджани; «Без названия, 2017»                                                                                                   |                                                                                    |
| Лучшее произведение визуального искусства  | Денис Патракеев; «Мира Течение» |                                                                                    |
| Лучшее произведение визуального искусства  | Виталий Пушницкий; «Трибьют» |                                                                                    |
| Лучшее произведение визуального искусства  | Игорь Самолёт; «Пьяные признания» |                                                                                    |
| Лучшее произведение визуального искусства  | Нестор Энгельке; «Квартира профессора Вудмана»                                                                                             |                                                                                    |
| Лучшее произведение визуального искусства  | Ильмира Болотян; «Свидание в музее» |                                                                                    |
| Лучший медиаобъект                         | Алёна Терешко; «В мастерской И. Е. Репина»                                                                                                 | Алёна Терешко; «В мастерской И. Е. Репина»                                         |
| Лучший медиаобъект                         | Ильмира Болотян; «Свидание в музее» |                                                                                    |
| Лучший медиаобъект                         | Евгений Гранильщиков; «Последняя песня вечера»                                                                                             |                                                                                    |
| Лучший медиаобъект                         | Михаил Железников; «Камешки» |                                                                                    |
| Лучший медиаобъект                         | Максим Месяц; «Объект культурного наследия № 5438»                                                                                         |                                                                                    |
| Лучший медиаобъект                         | Андрей Пунин; «Гравитация» |                                                                                    |
| Лучший медиаобъект                         | Егор Рогалев; «Гинуннгагап» |                                                                                    |
| Лучший медиаобъект                         | Елена Скрипкина; «Квартет на конец времени»                                                                                                |                                                                                    |
| Лучший медиаобъект                         | Ростан Тавасиев; «Капля Креацина» |                                                                                    |
| Лучший медиаобъект                         | Юрий Толстогузов; «Иньков Александр. Leuchtkraft»                                                                                          |                                                                                    |
| Искусство в общественном пространстве      | Светлана Лучникова; «Общий двор» | Светлана Лучникова; «Общий двор»                                                   |
| Искусство в общественном пространстве      | Пётр Виноградов; «Банки данных» |                                                                                    |
| Искусство в общественном пространстве      | Александр Дашевский; «Передвижная мемориальная скульптура-музей архитектора А. В. Жука»                                                    |                                                                                    |
| Искусство в общественном пространстве      | Александр Закиров; «Кипиш-град» |                                                                                    |
| Искусство в общественном пространстве      | Сергей Корсаков, Олеся Кандалинцева; «Официальный Оркестр Картонии»                                                                        |                                                                                    |
| Искусство в общественном пространстве      | Курил Что; «Эрмитаж наш» |                                                                                    |
| Искусство в общественном пространстве      | Всеволод Лисовский, Театр doc; «Неявные воздействия»                                                                                       |                                                                                    |
| Искусство в общественном пространстве      | Андреа Станислав, Дин Лозов; «Reflect — St. Petersburg»                                                                                    |                                                                                    |
| Лучший кураторский проект                  | Людмила Белова; «Тихие голоса» | Людмила Белова; «Тихие голоса»                                                     |
| Лучший кураторский проект                  | Андрей Бартенев; «HAHAHAMOSCOW» |                                                                                    |
| Лучший кураторский проект                  | Екатерина Гусева, Арсений Жиляев; «Северный путь»                                                                                          |                                                                                    |
| Лучший кураторский проект                  | Андрей Зайцев; «Праздник к нам приходит»                                                                                                   |                                                                                    |
| Лучший кураторский проект                  | Сергей Ковальский, Анастасия Пацей, Борис Констриктор; «ТРАНСФУРИЗМ: Ры Никонова, Сергей Сигей, А. Ник, Борис Констриктор, Борис Кудряков» |                                                                                    |
| Лучший кураторский проект                  | Неля Коржова, Роман Коржов, Константин Зацепин; «Волга. Ноль»                                                                              |                                                                                    |
| Лучший кураторский проект                  | Владимир Логутов; «Оргия вещей» |                                                                                    |
| Лучший кураторский проект                  | Виктор Мизиано, Дарья Пыркина; «УДЕЛ ЧЕЛОВЕЧЕСКИЙ»                                                                                         |                                                                                    |
| Лучший кураторский проект                  | Объединение Паразит; «Выхожу один я на хай-вей»                                                                                            |                                                                                    |
| Лучший кураторский проект                  | Катя Бочавар. Наиля Аллахвердиева; «ЗЗЗ. Запахи. Звуки. Заводы»                                                                            |                                                                                    |
| Лучший кураторский проект                  | Дмитрий Пиликин; «Waterfront» |                                                                                    |
| Лучший кураторский проект                  | Анастасия Скворцова, Анастасия Шавлохова; «Проспект Непокорённых»                                                                          |                                                                                    |
| Лучший кураторский проект                  | Светлана Усольцева; «Работа никогда не завершается»                                                                                        |                                                                                    |
| Лучший текст о современном искусстве       | Иосиф Бакштейн; «Статьи и диалоги» | Иосиф Бакштейн; «Статьи и диалоги»                                                 |
| Лучший текст о современном искусстве       | Андреа Станислав, Дин Лозов; «Reflect — St. Petersburg»                                                                                    |                                                                                    |
| Лучший текст о современном искусстве       | А. С. Курляндцева, Ю. В. Воротынцева; «Оттепель»                                                                                           |                                                                                    |
| Лучший текст о современном искусстве       | Ильин Константин; «Электронная и электроакустическая музыка Европы. Девяностые. История. Эстетика. Психология»                             |                                                                                    |
| Лучший текст о современном искусстве       | Карпова Александра. Ян Фабр; «Рыцарь отчаяния/Воин красоты»                                                                                |                                                                                    |
| Лучший текст о современном искусстве       | Стас Шурипа; «Труды ИПСИ. Том III» |                                                                                    |
| Фестиваль в области современного искусства | Государственный Русский музей; Международный фестиваль «Императорские сады России»                                                         | Государственный Русский музей; Международный фестиваль «Императорские сады России» |
| Фестиваль в области современного искусства | Тебиева Галина, Катя Бочавар; «ВЛАДЕЙ КАВКАЗОМ!»                                                                                           |                                                                                    |
| Фестиваль в области современного искусства | «КИБЕРФЕСТ» |                                                                                    |
| Фестиваль в области современного искусства | «Архстояние. Как жить?» |                                                                                    |
| Фестиваль в области современного искусства | Команда Лаборатории новых медиа; фестиваль медиаискусства «MEDIA IN»                                                                       |                                                                                    |
| Фестиваль в области современного искусства | Беляева Екатерина; «ПУСК» |                                                                                    |
| Фестиваль в области современного искусства | Мария Бирюкова и Карина Симаковю; «Селектор»                                                                                               |                                                                                    |
| Фестиваль в области современного искусства | Алексей Борисенок, Фрида Сандстрем; «Усталость Материала»                                                                                  |                                                                                    |
| Фестиваль в области современного искусства | Мальцахер Флориан, Точка доступа; «Чувство возможности»                                                                                    |                                                                                    |
| Фестиваль в области современного искусства | «Посвящение 100-летию революции» |                                                                                    |
| Фестиваль в области современного искусства | Культурный транзит; фестиваль «Не темно»                                                                                                   |                                                                                    |
| Фестиваль в области современного искусства | Палажченко Николай; цикл выставок «Прощание с вечной молодостью»                                                                           |                                                                                    |
| Фестиваль в области современного искусства | Юлия Бычкова, Антон Кочуркин; «Арт-овраг»                                                                                                  |                                                                                    |
| Электромеханика музыкальная номинация      | Yellow Head | Yellow Head                                                                        |
| Электромеханика музыкальная номинация      | Hound Takeshi; «Empathy Test» |                                                                                    |
| Электромеханика музыкальная номинация      | Илья Артёмов; «Забытый край» |                                                                                    |
| Электромеханика музыкальная номинация      | Кирилл Байков; «ON Robot» |                                                                                    |
| Электромеханика музыкальная номинация      | Диана Буркот; «Rosemary loves a blackberry»                                                                                                |                                                                                    |
| Электромеханика музыкальная номинация      | Антанас Яциневичюс, Нелли Хорсун, Алек Петук; «Nisho»                                                                                      |                                                                                    |
| Этномеханика музыкальная номинация         | Lovozero | Lovozero                                                                           |
| Этномеханика музыкальная номинация         | Jeeva project, Фолк Толк; «Наш look» |                                                                                    |
| Этномеханика музыкальная номинация         | Павел Доронин; «Kobra» |                                                                                    |
| Этномеханика музыкальная номинация         | Руслан Лепатов; «Hann with Gun» |                                                                                    |
| Этномеханика музыкальная номинация         | Станислава Малаховская, Денис Кащеев; «Mama Nature»                                                                                        |                                                                                    |

## Премия Сергея Курёхина — 2018
Награждение прошло 21 апреля 2019 года в Каменноостровском театре БДТ. Режиссёром церемонии выступил сын Сергея Курёхина 24-летний Фёдор Курёхин. В церемонии принял участие Московский ансамбль современной музыки, созданный композиторами Юрием Каспаровым и Эдисоном Денисовым.
В 2018 году Специальный приз от Французского института получила Ася Маракулина за проект «Комната отдыха».
Жюри
В жюри и попечительский совет X премии имени Сергея Курёхина вошли: директор Государственного Эрмитажа Михаил Пиотровский, директор Русского Музея Владимир Гусев, исполнительный директор MMоMA Василий Церетели, меценат Владимир Смирнов, совладелец холдинга «Адамант» Михаил Баженов, искусствоведы Николас Ильин, Алиса Прудникова и Анна Гор, историк Семён Михайловский, коллекционер Альберто Сандретти, генеральный директор «Европейской Медиа Группы» Александр Полесицкий, кураторы Александр Боровский и Борис Маннер, директор «МедиаАртЛаб» Ольга Шишко, художник Анатолий Белкин, Александр Кан, музыкальный критик Ален Элу, куратор Музея Москвы Евгения Кикодзе, эксперт Александр Рытов. Отборочную комиссию представляли ведущий научный сотрудник отдела новейших течений Русского музея Олеся Туркина и художник Виктория Илюшкина.
| Категории                                  | Лауреаты и номинанты | Лауреаты и номинанты |
| ------------------------------------------ | --- | --- |
| Гран-при основная номинация                | Анна Абалихина; театральный перформанс «Страсти по Мартену» | Анна Абалихина; театральный перформанс «Страсти по Мартену»                                                                                          |
| Гран-при основная номинация                | Андрей Бундин; «Концерт для смартфонов с оркестром» | |
| Гран-при основная номинация                | Екатерина Троепольская, Андрей Родионов, Юрий Квятковский, Алексей Наджаров; «Зарница» | |
| Гран-при основная номинация                | Сергей Морозов, Алёна Папина; «Конституция» | |
| Гран-при основная номинация                | Рустем Бегенов, ORTA; «Сергей Калмыков» | |
| Гран-при основная номинация                | Театр. На Вынос (Алексей Ершов, Максим Карнаухов); «Abuse Opera» | |
| Гран-при основная номинация                | Театр post (Дмитрий Волкострелов, Дмитрий Ренанский); спектакль «Художник извне и изнутри»                                                                                                 | |
| Лучшее произведение визуального искусства  | Александр Морозов; «Акчим. Координаты: 60°28′35″N 58°02′53″E» | Александр Морозов; «Акчим. Координаты: 60°28′35″N 58°02′53″E»                                                                                        |
| Лучшее произведение визуального искусства  | Ася Маракулина; «Комната отдыха» | |
| Лучшее произведение визуального искусства  | Вергазова Юлия; «Flora.onion» | |
| Лучшее произведение визуального искусства  | Владимир Потапов; Владимир Дубосарский, «ВСЕ ПАЛИТРЫ ПОПАДАЮТ В РАЙ» | |
| Лучшее произведение визуального искусства  | Денис Патракеев; «Целение/Soteria» | |
| Лучшее произведение визуального искусства  | Иван Плющ; «Механизм бессмертия» | |
| Лучшее произведение визуального искусства  | Ксения Юркова; «Хребтовый суп, фаршированные кролики» | |
| Лучшее произведение визуального искусства  | Север-7; «ШАРППС-7» («Школа Активного Рисования и Перформативного Позирования Север-7») | |
| Лучшее произведение визуального искусства  | Семён Мотолянец; «Антиперсональная персональная выставка Семёна Мотолянца, который понял, что он ничего не понял в современном искусстве»                                                  | |
| Лучшее произведение визуального искусства  | Софа Скидан; «Transverse Hyperspace» | |
| Лучшее произведение визуального искусства  | Таус Махачева; «ASMR (Autonomous Sensory Meridian Response) Spa» | |
| Лучшее произведение визуального искусства  | Фёдор Хиросигэ; «ДАЦАН ФЁДОРА ХИРОСИГЭ» | |
| Лучшее произведение визуального искусства  | Хаим Сокол; «Значит нашего появления на земле ожидали» | |
| Лучший медиаобъект                         | Текст-группа «Орбита» (Александр Заполь, Артур Пунте, Владимир Светлов, Сергей Тимофеев); мультимедийная поэтическая выставка «Откуда берутся стихи»                                       | Текст-группа «Орбита» (Александр Заполь, Артур Пунте, Владимир Светлов, Сергей Тимофеев); мультимедийная поэтическая выставка «Откуда берутся стихи» |
| Лучший медиаобъект                         | Алессандро Шаррафа; «Зимняя Симфония» | |
| Лучший медиаобъект                         | Анна Ротаенко; «Real weapon» | |
| Лучший медиаобъект                         | Анна Толкачева; «Кочевая поэзия» | |
| Лучший медиаобъект                         | Василий Сумин; «Станция YE5» | |
| Лучший медиаобъект                         | Евгений Стрелков; «Парамузыка» | |
| Лучший медиаобъект                         | Егор Крафт; проект «Content Aware Studies» | |
| Лучший медиаобъект                         | Елена Губанова, Иван Говорков; «Диалог» | |
| Лучший медиаобъект                         | Егор Цветков; «Что-то падает вниз» | |
| Лучший медиаобъект                         | Михаил Железников; «Набор друзей» | |
| Лучший медиаобъект                         | Сергей Филатов; «SeedShaker: в ожидании благоприятной среды и подходящего времени» | |
| Искусство в общественном пространстве      | АБ Бродского (Александр Бродский и Антон Тимофеев); «ВИЛЛА ПО-2» | АБ Бродского (Александр Бродский и Антон Тимофеев); «ВИЛЛА ПО-2»                                                                                     |
| Искусство в общественном пространстве      | Паша Кас; «C Новым годом, товарищи» | |
| Искусство в общественном пространстве      | Андрей Воронов (АРХАТАКА), Сергей Катран; «Recycle chapel» | |
| Искусство в общественном пространстве      | Арт-группа 4Ж; акция «Он сказал: „Приехали!“» | |
| Искусство в общественном пространстве      | Владимир Абих; «Надпись на экране» | |
| Искусство в общественном пространстве      | Дмитрий Каварга, Елена Каварга, Kryptogen Rundfunk; «Каварга-Скит» | |
| Искусство в общественном пространстве      | Иван Тузов; «В будущее» | |
| Искусство в общественном пространстве      | Игорь Яновский; «Что это за маленький сыч?» | |
| Искусство в общественном пространстве      | Марина Звягинцева; паблик-арт проект «ARTерия» | |
| Искусство в общественном пространстве      | Миша Маркер; «Летопись» | |
| Искусство в общественном пространстве      | Тимофей Радя; инсталляция «Всё это не сон» | |
| Искусство в общественном пространстве      | Стас Багс; «Клуб дайвинга „Дельфин“» | |
| Лучший кураторский проект                  | Владимир Селезнёв; «Приручая пустоту» | Владимир Селезнёв; «Приручая пустоту» |
| Лучший кураторский проект                  | Андрей Зайцев; «Сказочная Страна Стритартия» | |
| Лучший кураторский проект                  | Александр Буренков; «Становясь бессознательным / Дрожа / С открытыми глазами / Я вижу тебя / Сдайся»                                                                                       | |
| Лучший кураторский проект                  | Глеб Ершов, Лера Лернер; «Любить. Творить» | |
| Лучший кураторский проект                  | Диана Мачулина; «Трагедия в углу» | |
| Лучший кураторский проект                  | Дмитрий Булатов, Наиля Аллахвердиева, Марина Жукова; «Новое состояние живого. Международный проект в области искусства и науки (выставка, научная конференция, образовательная программа)» | |
| Лучший кураторский проект                  | Елена Губанова, Лидия Грязнова; Выставочный проект «Слепки», современное искусство в залах экспозиции «Отдела слепков» Музея при Российской Академии художеств                             | |
| Лучший кураторский проект                  | Пётр Антонов, Анастасия Цайдер; «Новый пейзаж» | |
| Лучший кураторский проект                  | Христина Отс, Елена Чернавина; «Future Unhuman» | |
| Лучший кураторский проект                  | Юрий Гудков, Надя Шереметова; выставка «Масштабная реконструкция — Тело. Время. Контекст»                                                                                                  | |
| Лучший текст о современном искусстве       | Виктор Вилисов; «Нас всех тошнит. Как театр стал современным, а мы этого не заметили» | Виктор Вилисов; «Нас всех тошнит. Как театр стал современным, а мы этого не заметили»                                                                |
| Лучший текст о современном искусстве       | Алиса Прудникова, Лариса Петрова; «Что-то новое и необычное: аудитория современного искусства в крупных городах России»                                                                    | |
| Лучший текст о современном искусстве       | Александра Новоженова, Глеб Напреенко; «Эпизоды модернизма. От истоков до кризиса» | |
| Лучший текст о современном искусстве       | Анатолий Осмоловский; «Бюллетень художественной критики Термит» | |
| Лучший текст о современном искусстве       | Константин Ставров и Олег Кузнецов; «Buffantgarde» | |
| Лучший текст о современном искусстве       | Кристина Краснянская; «Поэтический Журнал РМ» | |
| Лучший текст о современном искусстве       | Марина Бирюкова; «Философия кураторства» | |
| Лучший текст о современном искусстве       | Нурия Фатыхова, Игорь Поносов; «Делай сам/а: практики низовых гражданских инициатив» | |
| Лучший текст о современном искусстве       | Павел Руднев; монография «Драма памяти. Очерки истории российской драматургии. 1950—2010-е»                                                                                                | |
| Фестиваль в области современного искусства | Анна Франц, Елена Губанова; «КИБЕРФЕСТ-11» | Анна Франц, Елена Губанова; «КИБЕРФЕСТ-11» |
| Фестиваль в области современного искусства | Егор Звездин и Марго Бор; Международная ассамблея искусств «Альцеста» | |
| Фестиваль в области современного искусства | Кураторская группа Fridaymilk; «Инверсия» | |
| Фестиваль в области современного искусства | Маша Бирюкова и Карина Симакова; Фестиваль «Селектор II» | |
| Фестиваль в области современного искусства | Слава Птрк; Фестиваль партизанского уличного искусства «Карт-Бланш» | |
| Фестиваль в области современного искусства | Юлия Бычкова и Антон Кочуркин; фестиваль «Арт-Овраг» Полезное искусство | |
| Фестиваль в области современного искусства | Юлия Бычкова, Екатерина Порутчик; «Архстояние детское 2018: я иду искать» | |
| Фестиваль в области современного искусства | CEC Arts Link; 6 международный фестиваль паблик-арта «Арт проспект» | |
| Электромеханика музыкальная номинация      | Группа Shortparis | Группа Shortparis |
| Этномеханика музыкальная номинация         | группа Šuma (Shuma) | группа Šuma (Shuma) |

## Премия Сергея Курёхина — 2019
Награждение прошло 26 декабря 2020 года в онлайн-формате. Режиссёром церемонии выступил сын Сергея Курёхина Фёдор Курёхин. Церемония премии включала виртуальный перформанс в технологии дополненной цифровой реальности, видеофильм, включения с ведущими и лауреатами премии за 2019 год.
Приз в виде фигуры деревянной ветви в этом году был подготовлен лауреатом Премии имени Сергея Курёхина за 2018 год, художником Владимиром Селезневым.
Премия присуждалась в десяти номинациях.
В 2019 году Специальный приз от Французского института вручен Владимиру Абиху и его проекту «Thousands of Poetry Hide».
Жюри
В жюри и попечительский совет XI премии имени Сергея Курёхина вошли: заведующий отделом новейших течений Государственного Русского музея Александр Боровский, художник Анатолий Белкин, руководитель отдела новых Медиа в ГМИИ им. А. С. Пушкина Ольша Шишко, руководитель стратегических проектов ГМИИ им. А. С. Пушкина Алиса Прудникова, директор Волго-Вятского филиала ГМИИ им. А. С. Пушкина Анна Гор, музыкальный критик Александр Кан, куратор Музея Москвы Евгения Кикодзе, художник Виктория Илюшкина, директор Stella Art Foundation Александр Рытов, художественный руководитель ЦСИ им. Сергея Курёхина Анастасия Курехина, профессор Университета прикладных искусств Вены Борис Маннер, директор Центрального выставочного зала «Манеж» Павел Пригара, заведующий Уральским филиалом ГМИИ им. А. С. Пушкина Кристина Горланова, художник Дмитрий Булатов, глава отдела современного искусства Венгерской национальной галереи в Будапеште Жолт Петрани, ведущий куратор коллекции Музея современного искусства Киасма кати Кивинен, директор Биеннале рисунка OSTEN Корнелия Конеска, генеральный консул Франции Паскаль Сливански.
| Категории                                                        | Лауреаты и номинанты премии Сергея Курёхина, 2019 год | Лауреаты и номинанты премии Сергея Курёхина, 2019 год        |
| ---------------------------------------------------------------- | --- | ------------------------------------------------------------ |
| Гран-при основная номинация                                      | Ника Хамова и театра АХЕ; «Фауст. Лабор» | Ника Хамова и театра АХЕ; «Фауст. Лабор»                     |
| Гран-при основная номинация                                      | Ада Мухина, Алена Папина, Ольга Тараканова, Дарья Юрийчук; «Кариес Капитализма» |                                                              |
| Гран-при основная номинация                                      | Алексей Таруц; «RATMIR VABUUREN TARUTS» |                                                              |
| Гран-при основная номинация                                      | Александр Артёмов; «Широта» |                                                              |
| Гран-при основная номинация                                      | Донатас Грудович; «СММЩИК. МИФЫ АТЛАНТИДЫ И ГИПЕРБОРЕИ» |                                                              |
| Гран-при основная номинация                                      | Театр post; «Два перстня» |                                                              |
| Гран-при основная номинация                                      | Егор Рогалев; «Орган памяти» |                                                              |
| Гран-при основная номинация                                      | Юрий Квятковский; «Мистерия высокого давления» |                                                              |
| Лучшее произведение визуального искусства                        | Ольга Тобрелутс; «Транскодер. До и после медиа в абстракции» | Ольга Тобрелутс; «Транскодер. До и после медиа в абстракции» |
| Лучшее произведение визуального искусства                        | Константин Гребнев, Даниил Антропов; «Несовершённость форм» |                                                              |
| Лучшее произведение визуального искусства                        | Павел Игнатьев; «Цементная Оперетта» |                                                              |
| Лучшее произведение визуального искусства                        | Александр Дашевский; «Банда симулянтов» |                                                              |
| Лучшее произведение визуального искусства                        | Александра Лерман; «Солдаты солнца или право на будущее время» |                                                              |
| Лучшее произведение визуального искусства                        | Людмила Белова; «Ожидание» |                                                              |
| Лучшее произведение визуального искусства                        | Наталья Конрадова, Фёдор Телков, Александр Сорин; «Урал мари. Смерти нет» |                                                              |
| Лучшее произведение визуального искусства                        | Север-7; «Lost & Found North-7 Expedition» |                                                              |
| Лучшее произведение визуального искусства                        | Николай Смирнов; «Смерть, бессмертие и силы подземного мира» |                                                              |
| Лучшее произведение визуального искусства                        | Устина Яковлева; «Без названия» |                                                              |
| Лучший медиаобъект                                               | Куда бегут собаки; «Город Ноль» | Куда бегут собаки; «Город Ноль»                              |
| Лучший медиаобъект                                               | Владимир Абих; «Thousands of Poetry Hide» |                                                              |
| Лучший медиаобъект                                               | Виктор Алимпиев; «ЗЛАЯ ЗЕМЛЯ» |                                                              |
| Лучший медиаобъект                                               | Артём Голощапов; «Нелепое равновесие» |                                                              |
| Лучший медиаобъект                                               | Ульяна Подкорытова; «Рай’ок» |                                                              |
| Лучший медиаобъект                                               | Наталья Тихонова; «Иногда ведет себя так странно» |                                                              |
| Лучший медиаобъект                                               | Юра Шуст; «НЕОФИТ» |                                                              |
| Лучший медиаобъект                                               | Янина Черных; «Река будет течь» |                                                              |
| Искусство в общественном пространстве                            | Красил Макар «Проекты 2017—2019 года» | Красил Макар «Проекты 2017—2019 года»                        |
| Искусство в общественном пространстве                            | Алексей Лука; «Стайка 2607» |                                                              |
| Искусство в общественном пространстве                            | Катерина Верба; «Параллельный рейс» |                                                              |
| Искусство в общественном пространстве                            | Дмитрий Пиликин и участники команды «Охта» (Екатерина Грехнева, Константин Есин, Анастасия Колесник, Анна Мартыненко, Евгений Танаисов, Мария Шатунова); «Музей Борщевика» |                                                              |
| Искусство в общественном пространстве                            | Мария Туркина, Александра Кокачева, Мария Королева, Анна Мартыненко, Егор Щаблыкин, Алиса Горелова; «Город птиц» |                                                              |
| Искусство в общественном пространстве                            | Новые городские художники; «Оргалиты» |                                                              |
| Лучший кураторский проект                                        | Ирина Актуганова, Анна Аполлонова; «Новая Антропология» | Ирина Актуганова, Анна Аполлонова; «Новая Антропология»      |
| Лучший кураторский проект                                        | Лора Кучер, Евгений Орлов, Анастасия Пацей; «Владлен Гаврильчик. Ars Longa Vita Brevis» |                                                              |
| Лучший кураторский проект                                        | Александр Буренков; «Становясь бессознательным / Дрожа / С открытыми глазами / Я вижу тебя / Сдайся» |                                                              |
| Лучший кураторский проект                                        | Ирина Аксенова, Татьяна Данилевская; «Мелиорация, или 12-й урок постэкзотизма» |                                                              |
| Лучший кураторский проект                                        | Кристина Горланова, Артем Антипин, Анна Литовских; «Объекты в Зеркале Ближе, Чем Кажутся. Итоговая выставка программы арт-резиденций 5-й Уральской индустриальной биеннале» |                                                              |
| Лучший кураторский проект                                        | Ксения Перетрухина; «Человек размером с дом» |                                                              |
| Лучший кураторский проект                                        | Елена Губанова; «Впередсмотрящий» |                                                              |
| Лучший кураторский проект                                        | Павел Пригара, Елизавета Палычева, Виталий Пушницкий; «Жизнь после жизни» |                                                              |
| Лучший кураторский проект                                        | Михаил Погарский, Василий Власов; «ЗДаневич: ЗДесь и сейЧАС» |                                                              |
| Лучший кураторский проект                                        | Анастасия Вепрева, Ксения Юркова, Корина Л. Апостол; «Убежище/Suoja/Shelter» |                                                              |
| Лучший текст о современном искусстве                             | Настасья Хрущева «Метамодерн в музыке и вокруг нее» | Настасья Хрущева «Метамодерн в музыке и вокруг нее»          |
| Лучший текст о современном искусстве                             | CEC ArtsLink; «Чудо или недоразумение: социально-вовлеченное искусство в странах сети Арт Проспект. Репортажи из Азербайджана, Армении, Беларуси, Грузии, Казахстана, Кыргызстана, Молдовы, Таджикистана, Узбекистана и Украины»                                                                         |                                                              |
| Лучший текст о современном искусстве                             | Надя Стрига, Лена Голуб, Анна Литовских, Аня Марченкова, Евгений Кутергин, Аня Устякина, Анжела Силева, Даша Веселкина, Алексей Бочаров, Дмитрий Безуглов, Стася Дементьева, Инга Мирошникова, Наташа Винокурова, Полина Храмцова, Аня Черепанова, Настя Мейстер, Дмитрий Бондарев; «Кружок арт-критики» |                                                              |
| Лучший текст о современном искусстве                             | Алиса Савицкая, Артём Филатов; «Краткая история нижегородского уличного искусства» |                                                              |
| Лучший текст о современном искусстве                             | Марта Пакните, Игорь Поносов, Никита Величко, Павло Митенко, Даша Борисенко-Орловски, Наиля Гольман, Дмитрий Аске, Антон Польский (Make), Альбина Мотор, Мария Удовиченко; «Энциклопедия российского уличного искусства»                                                                                 |                                                              |
| Почётная номинация «SKIF» (музыкальный экспериментальный проект) | Егор Забелов | Егор Забелов                                                 |
| Почётная номинация «SKIF» (музыкальный экспериментальный проект) | Иван Бушуев |                                                              |
| Почётная номинация «SKIF» (музыкальный экспериментальный проект) | Настасья Хрущёва |                                                              |
| Почётная номинация «SKIF» (музыкальный экспериментальный проект) | Семь Ножей |                                                              |
| Почётная номинация «SKIF» (музыкальный экспериментальный проект) | Classic Electric |                                                              |
| Почётная номинация «SKIF» (музыкальный экспериментальный проект) | Holy Motors |                                                              |
| Science Art Project                                              | ::vtol:: «гость» | ::vtol:: «гость»                                             |
| Science Art Project                                              | Капитолина Цветкова-Плотникова, Арно Гранджан, Габриэль Жанжан, Жан-Давид Мери; «Опера растений» |                                                              |
| Science Art Project                                              | Лера Лернер, Лилия Воронкова, Татьяна Шишова; «Если твой утюг сломался» |                                                              |
| Science Art Project                                              | Штефан Кэги (Rimini Protokoll), продюсер: Фёдор Елютин; «Зловещая долина» |                                                              |
| Science Art Project                                              | VALab (Владлена Громова, Артём Парамонов, Алексей Крутиков, Борис Базулев, Тимофей Рыбка) и Александр Журавлёв; «Ткань жизни» |                                                              |